# Comuni del canton Ticino
I comuni del canton Ticino sono, al 6 aprile 2025, 100; la diminuzione degli enti è costante nel tempo, grazie a una politica attiva in materia di aggregazioni comunali.
I comuni ticinesi godono di una certa autonomia garantita dalla legge organica comunale del 10 marzo 1987 (LOC) revisionata diverse volte e applicata con il regolamento di applicazione della legge organica comunale (RALOC) e il regolamento sulla gestione finanziaria e contabilità dei Comuni (RgfC). La vigilanza sui Comuni è garantita dalla Sezione degli enti locali del Dipartimento delle istituzioni del canton Ticino.
I comuni ticinesi sono raggruppati in 40 circoli e 8 distretti.
Il circolo col tempo ha mantenuto quale unica funzione amministrativa la delimitazione della giurisdizione dei Giudici di Pace locali. Contrariamente ad altri cantoni Svizzeri, il Distretto in Ticino non ha nessuna funzione amministrativa propria. Raggruppa localmente i partiti politici, definisce all'interno dei partiti eventuali circondari elettorali per l'elezione del parlamento cantonale, delimita la giurisdizione delle preture locali. Il distretto ha più una valenza culturale che pratica.

## Lista dei comuni ticinesi
In grassetto, i comuni capoluoghi di distretto.

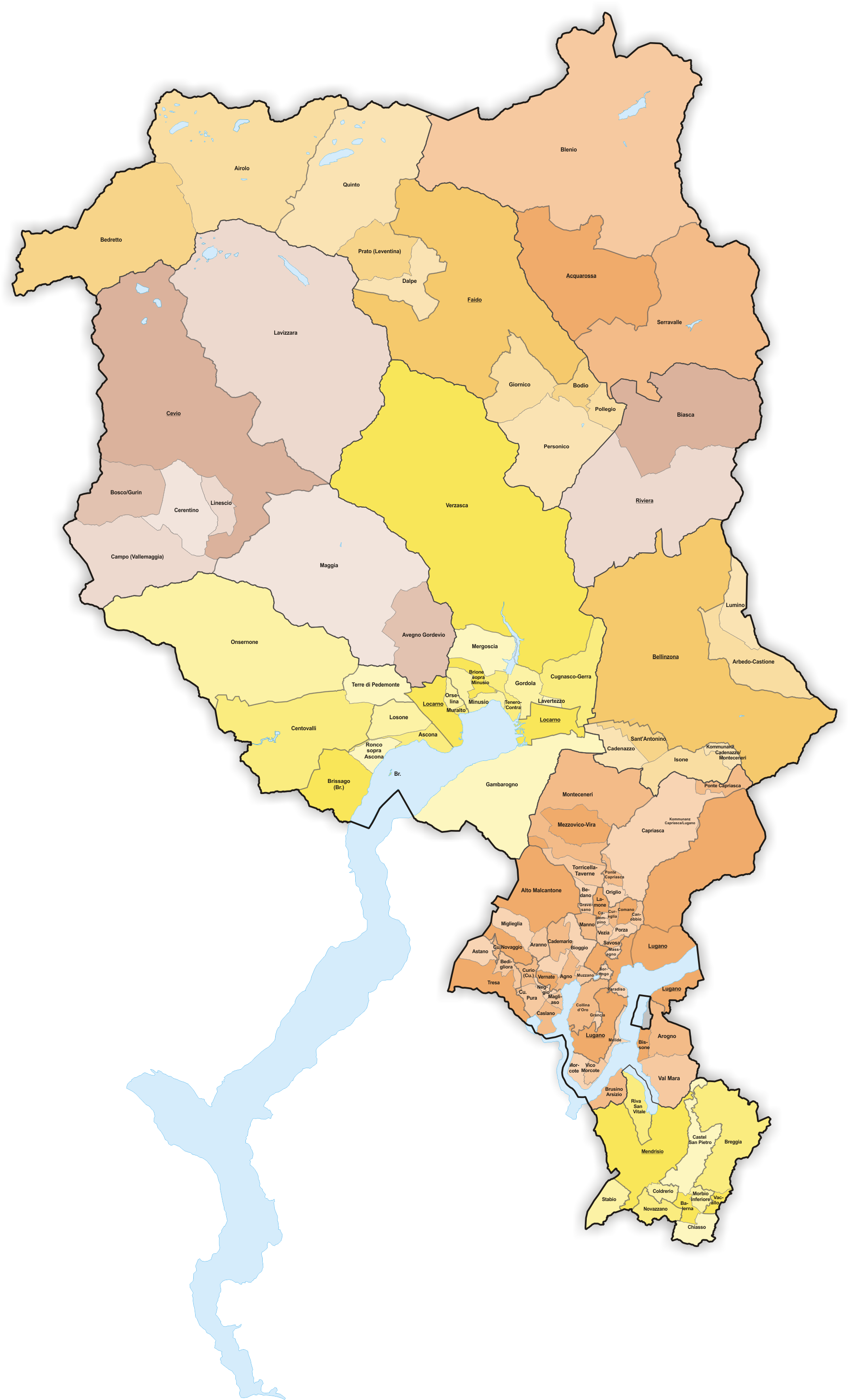
Carta dei comuni del Canton Ticino (2022)

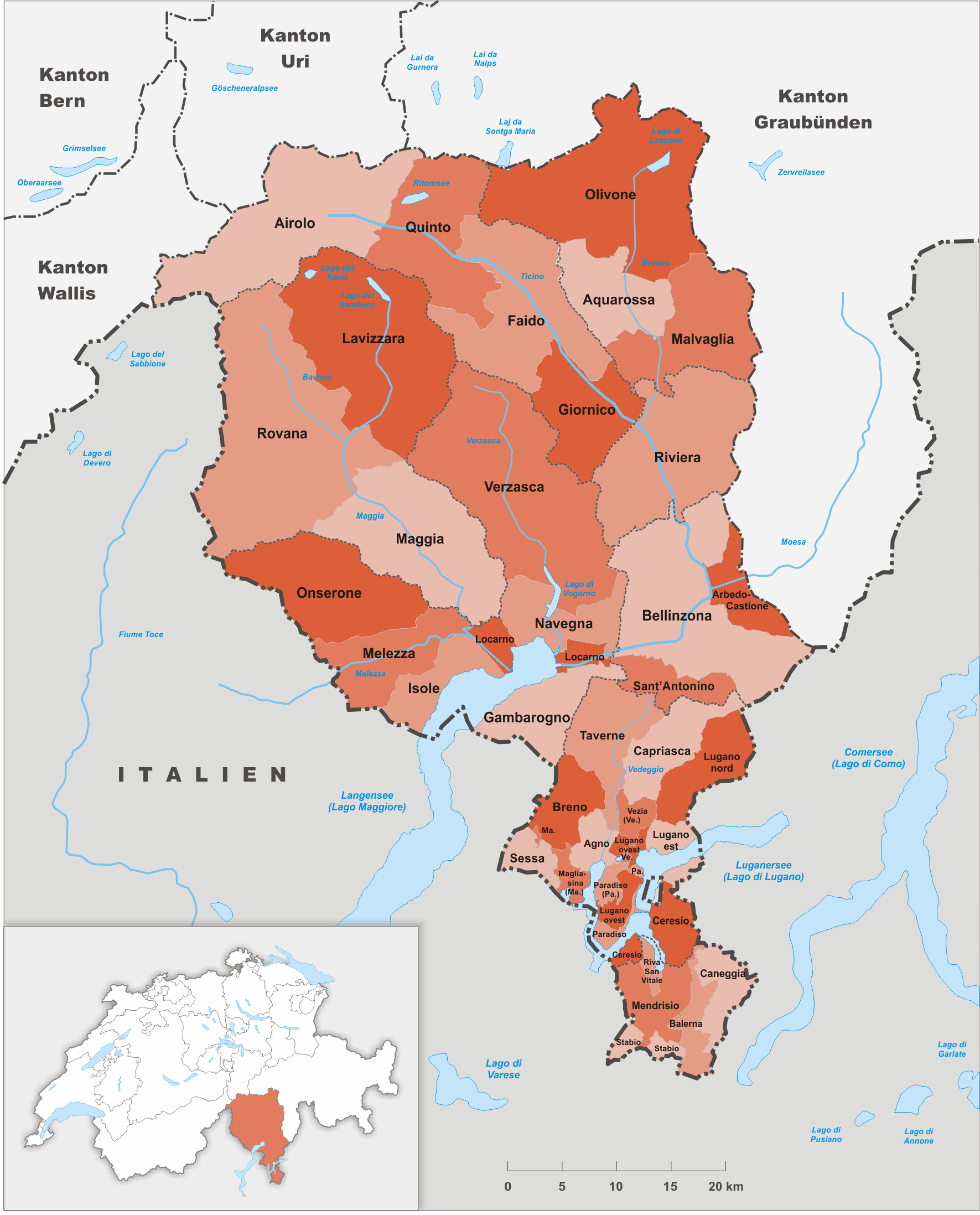
Carta dei circoli del Canton Ticino (secondo lo stato di ottobre 2020)

| Stemma | Comune               | Distretto   | Popolazione (2022) | Superficie (km2) | Densità |
| ------ | -------------------- | ----------- | ------------------ | ---------------- | ------- |
|        | Acquarossa           | Blenio      | 1 807              | 61,78            | 29,25   |
|        | Agno                 | Lugano      | 4 376              | 2,49             | 1757,43 |
|        | Airolo               | Leventina   | 1 476              | 94,35            | 15,64   |
|        | Alto Malcantone      | Lugano      | 1 380              | 22,06            | 62,56   |
|        | Aranno               | Lugano      | 354                | 2,59             | 136,68  |
|        | Arbedo-Castione      | Bellinzona  | 5 024              | 21,39            | 234,88  |
|        | Arogno               | Lugano      | 986                | 8,49             | 116,14  |
|        | Ascona               | Locarno     | 5 554              | 4,95             | 1122,02 |
|        | Avegno Gordevio      | Vallemaggia | 1 516              | 27,34            | 55,45   |
|        | Balerna              | Mendrisio   | 3 240              | 2,53             | 1280,63 |
|        | Bedano               | Lugano      | 1 538              | 1,87             | 822,46  |
|        | Bedretto             | Leventina   | 102                | 75,18            | 1,36    |
|        | Bellinzona           | Bellinzona  | 43 360             | 164,20           | 264,07  |
|        | Biasca               | Riviera     | 6 094              | 59,09            | 103,13  |
|        | Bioggio              | Lugano      | 2 689              | 6,40             | 420,16  |
|        | Bissone              | Lugano      | 948                | 1,85             | 512,43  |
|        | Blenio               | Blenio      | 1 770              | 202,00           | 8,76    |
|        | Bosco Gurin          | Vallemaggia | 52                 | 22,00            | 2,36    |
|        | Breggia              | Mendrisio   | 1 926              | 25,48            | 75,59   |
|        | Brione sopra Minusio | Locarno     | 480                | 3,82             | 125,65  |
|        | Brissago             | Locarno     | 1 685              | 17,89            | 94,19   |
|        | Brusino Arsizio      | Lugano      | 451                | 4,12             | 109,47  |
|        | Cademario            | Lugano      | 761                | 3,96             | 192,17  |
|        | Cadempino            | Lugano      | 1 521              | 0,76             | 2001,32 |
|        | Cadenazzo            | Bellinzona  | 2 998              | 8,38             | 357,76  |
|        | Campo                | Vallemaggia | 49                 | 43,30            | 1,13    |
|        | Canobbio             | Lugano      | 2 302              | 1,28             | 1798,44 |
|        | Capriasca            | Lugano      | 6 755              | 36,38            | 185,68  |
|        | Caslano              | Lugano      | 4 327              | 2,79             | 1550,90 |
|        | Castel San Pietro    | Mendrisio   | 2 194              | 11,84            | 185,30  |
|        | Centovalli           | Locarno     | 1 135              | 53,39            | 21,26   |
|        | Cerentino            | Vallemaggia | 40                 | 20,10            | 1,99    |
|        | Cevio                | Vallemaggia | 1 142              | 151,31           | 7,55    |
|        | Chiasso              | Mendrisio   | 7 581              | 5,35             | 1417,01 |
|        | Coldrerio            | Mendrisio   | 2 867              | 2,46             | 1165,45 |
|        | Collina d'Oro        | Lugano      | 4 604              | 6,14             | 749,84  |
|        | Comano               | Lugano      | 2 084              | 2,06             | 1011,65 |
|        | Cugnasco-Gerra       | Locarno     | 2 780              | 18,21            | 152,66  |
|        | Cureglia             | Lugano      | 1 434              | 1,06             | 1352,83 |
|        | Dalpe                | Leventina   | 174                | 14,55            | 11,96   |
|        | Faido                | Leventina   | 2 823              | 132,59           | 21,29   |
|        | Gambarogno           | Locarno     | 5 163              | 51,79            | 99,69   |
|        | Giornico             | Leventina   | 1 694              | 25,92            | 65,35   |
|        | Gordola              | Locarno     | 4 650              | 6,95             | 669,06  |
|        | Grancia              | Lugano      | 477                | 0,61             | 781,97  |
|        | Gravesano            | Lugano      | 1 359              | 0,71             | 1914,08 |
|        | Isone                | Bellinzona  | 395                | 12,83            | 30,79   |
|        | Lamone               | Lugano      | 1 694              | 1,86             | 910,75  |
|        | Lavertezzo           | Locarno     | 1 245              | 0,90             | 1383,33 |
|        | Lavizzara            | Vallemaggia | 500                | 187,53           | 2,67    |
|        | Lema                 | Lugano      | 2 662              | 18,67            | 142,58  |
|        | Linescio             | Vallemaggia | 42                 | 6,66             | 6,31    |
|        | Locarno              | Locarno     | 15 728             | 18,69            | 841,52  |
|        | Losone               | Locarno     | 6 647              | 9,26             | 717,82  |
|        | Lugano               | Lugano      | 63 315             | 75,85            | 821,56  |
|        | Lumino               | Bellinzona  | 1 587              | 10,10            | 157,13  |
|        | Maggia               | Vallemaggia | 2 611              | 111,16           | 23,49   |
|        | Magliaso             | Lugano      | 1 600              | 1,10             | 1454,55 |
|        | Manno                | Lugano      | 1 290              | 2,37             | 544,30  |
|        | Massagno             | Lugano      | 6 272              | 0,74             | 8475,68 |
|        | Melide               | Lugano      | 1 830              | 1,66             | 1102,41 |
|        | Mendrisio            | Mendrisio   | 14 902             | 31,77            | 469,06  |
|        | Mergoscia            | Locarno     | 201                | 12,15            | 16,54   |
|        | Mezzovico-Vira       | Lugano      | 1 387              | 11,13            | 124,62  |
|        | Minusio              | Locarno     | 7 356              | 5,86             | 1255,29 |
|        | Monteceneri          | Lugano      | 4 535              | 36,08            | 125,69  |
|        | Morbio Inferiore     | Mendrisio   | 4 441              | 2,26             | 1965,04 |
|        | Morcote              | Lugano      | 734                | 2,79             | 263,08  |
|        | Muralto              | Locarno     | 2 604              | 0,59             | 4413,56 |
|        | Muzzano              | Lugano      | 787                | 1,55             | 507,74  |
|        | Neggio               | Lugano      | 322                | 0,89             | 361,80  |
|        | Novazzano            | Mendrisio   | 2 338              | 5,23             | 447,04  |
|        | Onsernone            | Locarno     | 663                | 105,39           | 6,29    |
|        | Origlio              | Lugano      | 1 497              | 2,08             | 719,71  |
|        | Orselina             | Locarno     | 706                | 1,94             | 363,92  |
|        | Paradiso             | Lugano      | 4 368              | 0,89             | 4907,87 |
|        | Personico            | Leventina   | 326                | 38,87            | 8,39    |
|        | Pollegio             | Leventina   | 800                | 5,96             | 134,23  |
|        | Ponte Capriasca      | Lugano      | 1 884              | 6,17             | 303,24  |
|        | Porza                | Lugano      | 1 612              | 1,58             | 1020,25 |
|        | Pura                 | Lugano      | 1 346              | 3,04             | 442,76  |
|        | Quinto               | Leventina   | 1 324              | 92,11            | 14,37   |
|        | Riva San Vitale      | Mendrisio   | 2 626              | 6,05             | 434,05  |
|        | Riviera              | Riviera     | 4 252              | 86,53            | 49,14   |
|        | Ronco sopra Ascona   | Locarno     | 550                | 5,00             | 110,00  |
|        | Sant'Antonino        | Bellinzona  | 2 542              | 6,55             | 388,09  |
|        | Savosa               | Lugano      | 2 219              | 0,74             | 2998,65 |
|        | Serravalle           | Blenio      | 2 079              | 96,80            | 21,48   |
|        | Sorengo              | Lugano      | 1 863              | 0,85             | 2191,76 |
|        | Stabio               | Mendrisio   | 4 491              | 6,15             | 730,24  |
|        | Tenero-Contra        | Locarno     | 3 201              | 3,69             | 867,48  |
|        | Terre di Pedemonte   | Locarno     | 2 627              | 11,59            | 226,66  |
|        | Torricella-Taverne   | Lugano      | 3 072              | 5,25             | 585,14  |
|        | Tresa                | Lugano      | 3 158              | 11,04            | 286,05  |
|        | Vacallo              | Mendrisio   | 3 363              | 1,63             | 2063,19 |
|        | Val Mara             | Lugano      | 2 982              | 11,15            | 267,44  |
|        | Vernate              | Lugano      | 599                | 1,51             | 396,69  |
|        | Verzasca             | Locarno     | 799                | 218,48           | 3,66    |
|        | Vezia                | Lugano      | 1 879              | 1,39             | 1351,80 |
|        | Vico Morcote         | Lugano      | 422                | 1,97             | 214,21  |

## Variazioni nella suddivisione comunale

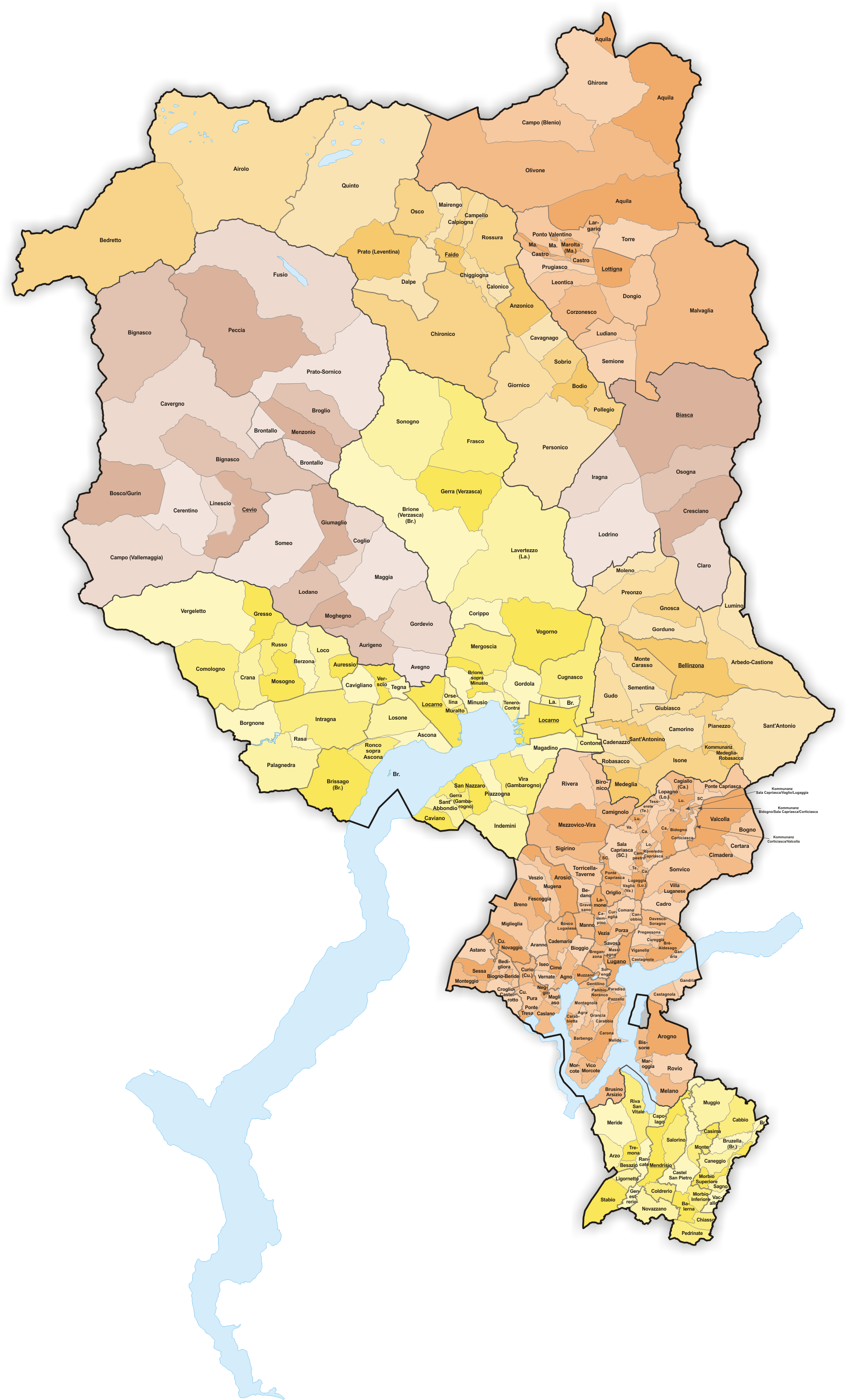
Comuni fino ad aprile 1972
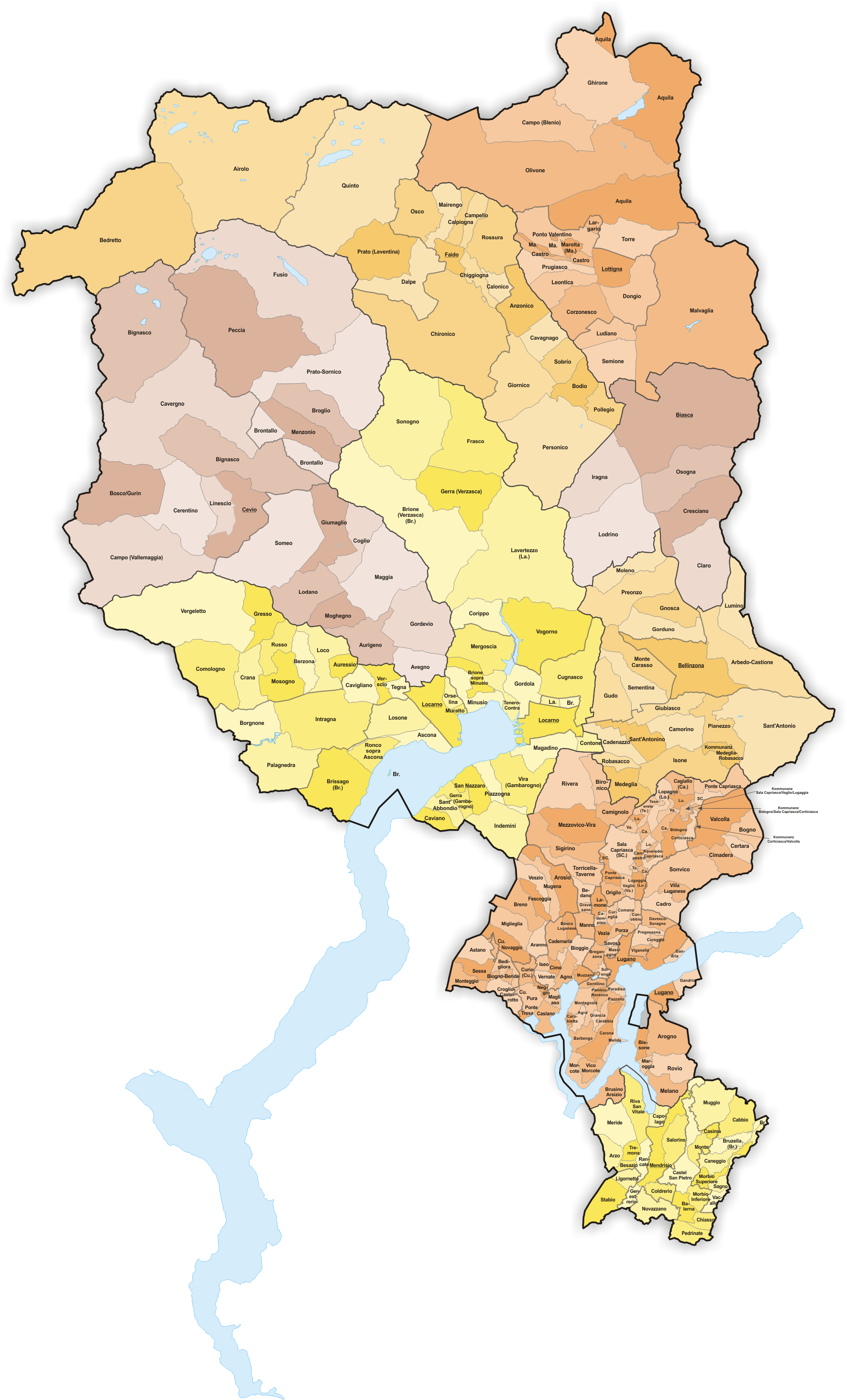
Comuni fino ad aprile 1976
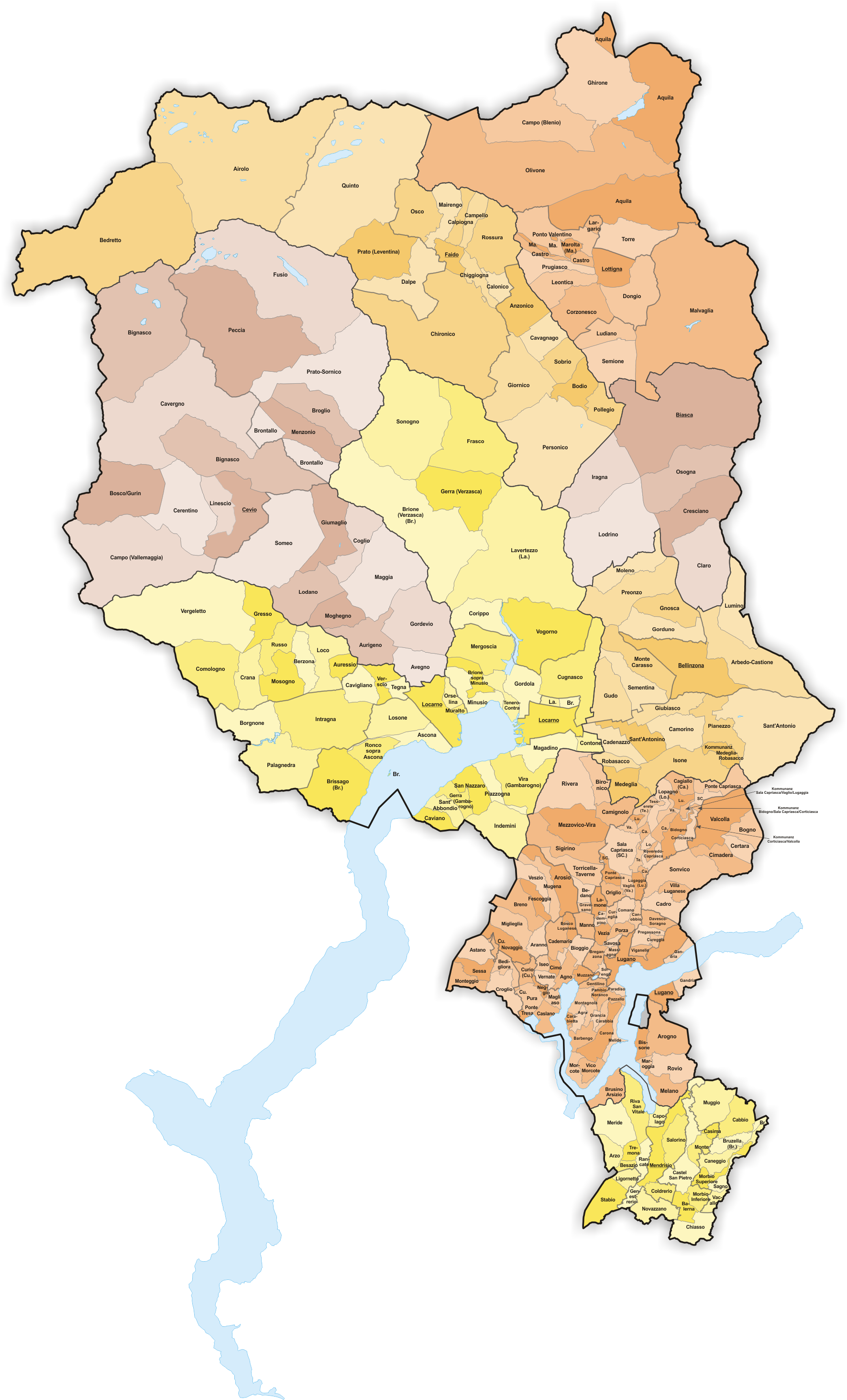
Comuni fino ad aprile 1994
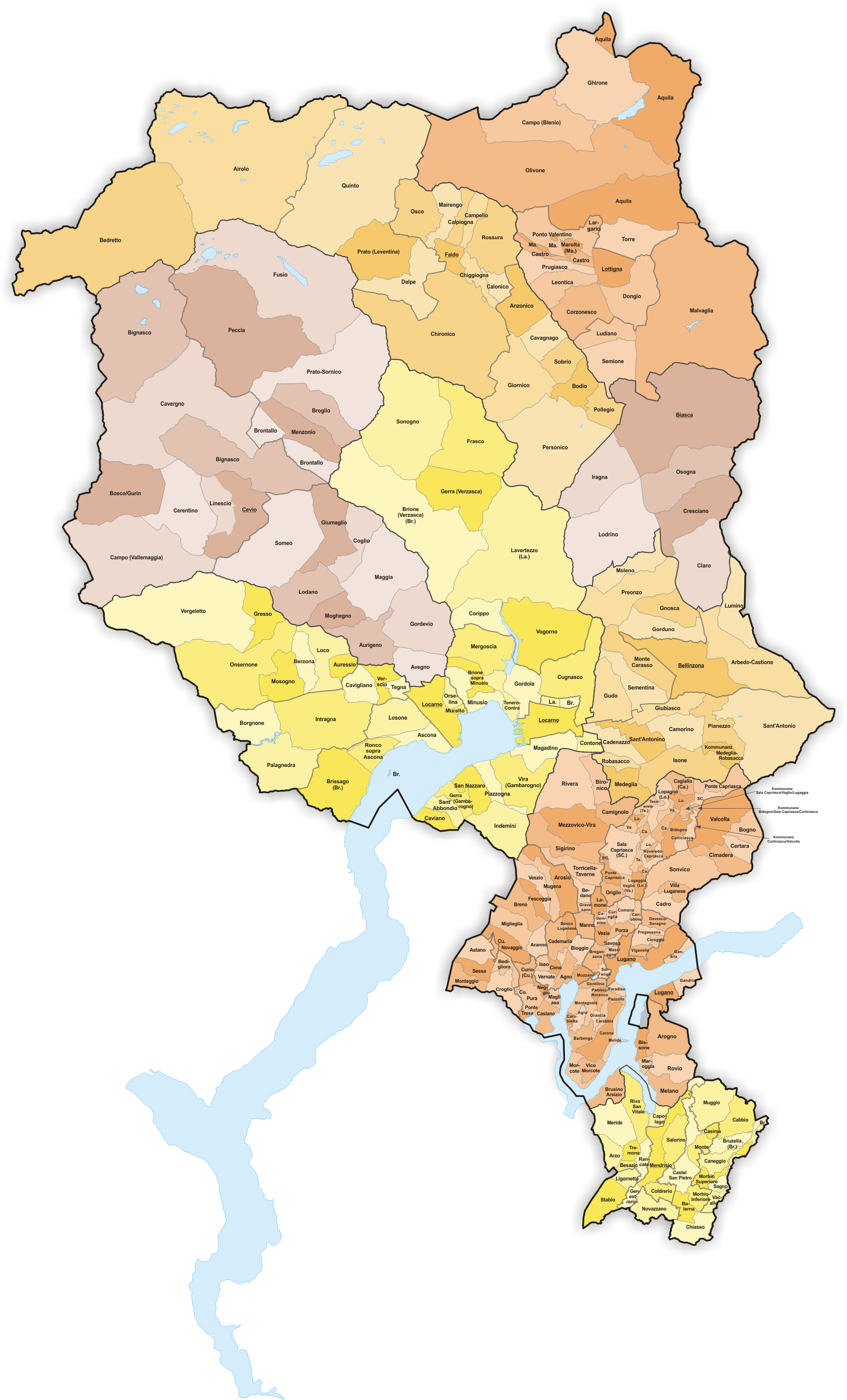
Comuni fino ad aprile 2001
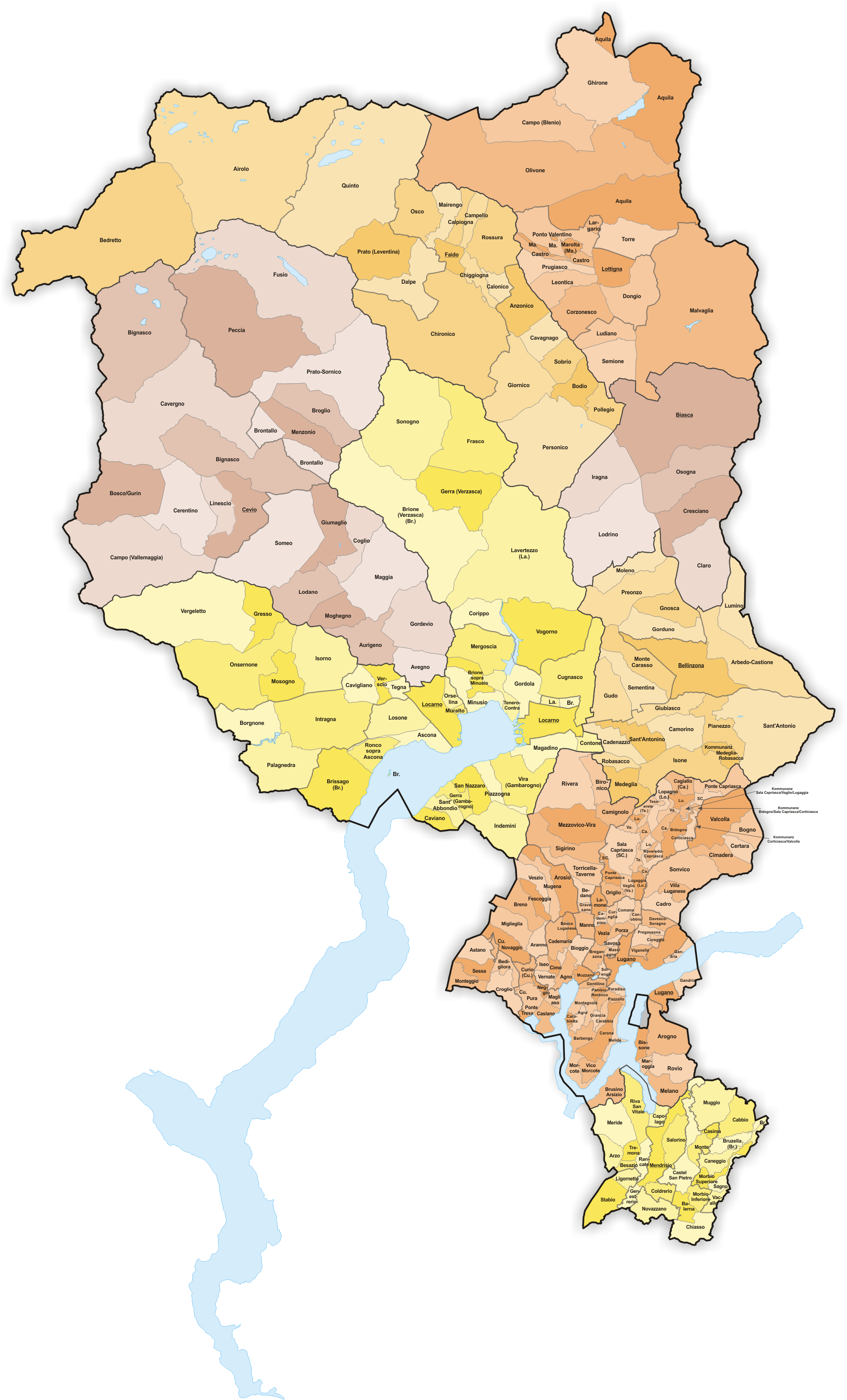
Comuni fino a ottobre 2001
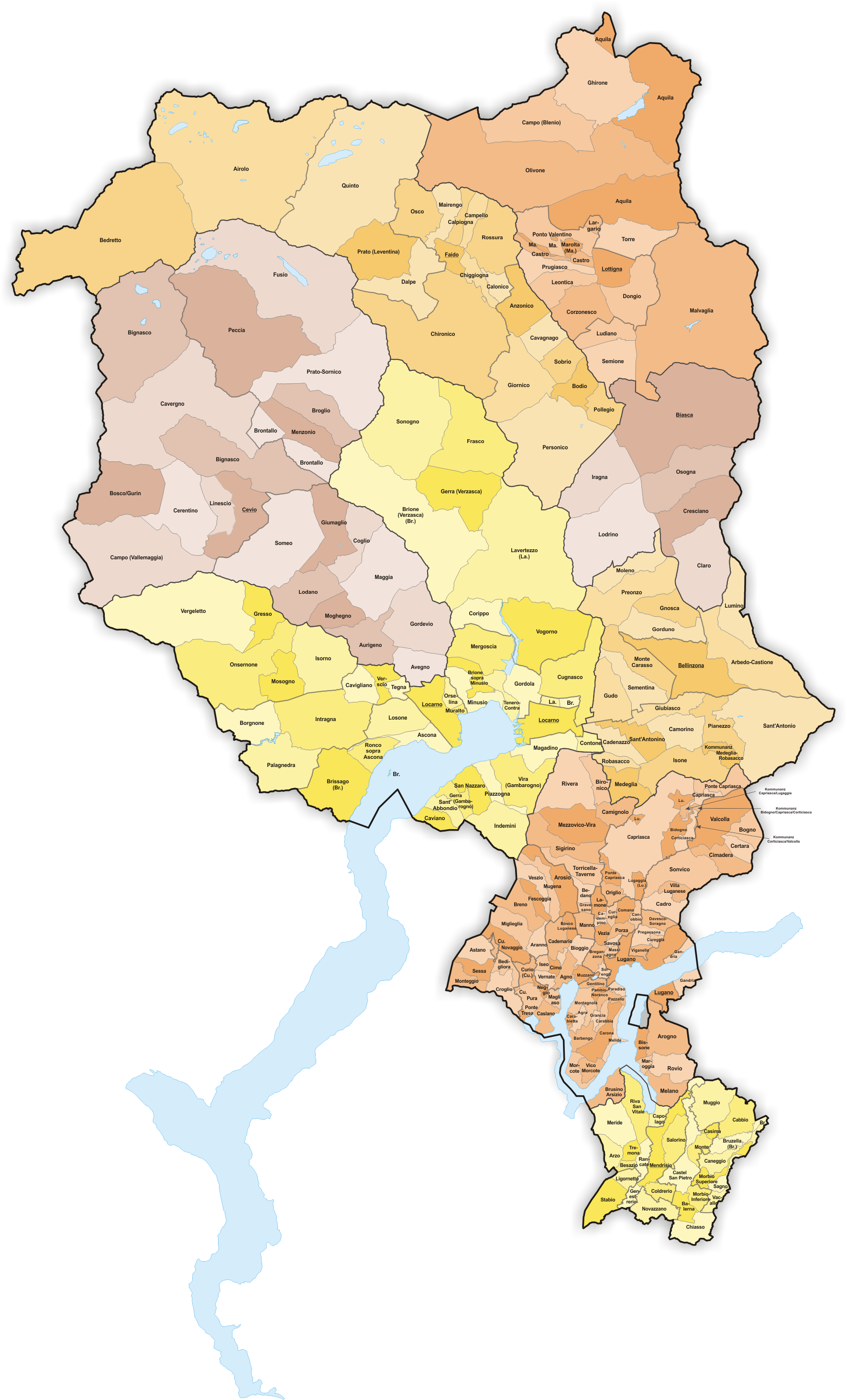
Comuni fino ad aprile 2004
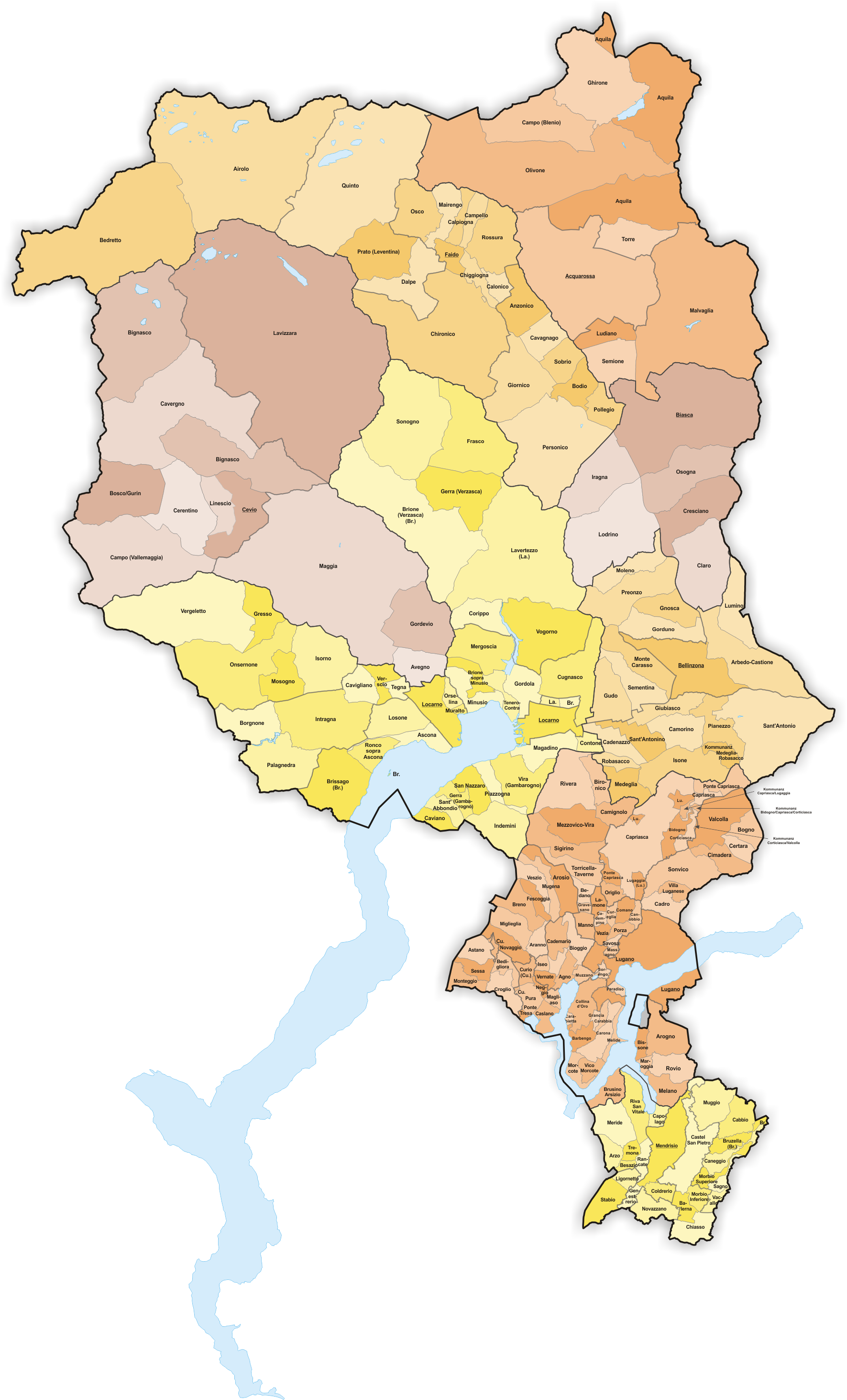
Comuni fino a marzo 2005
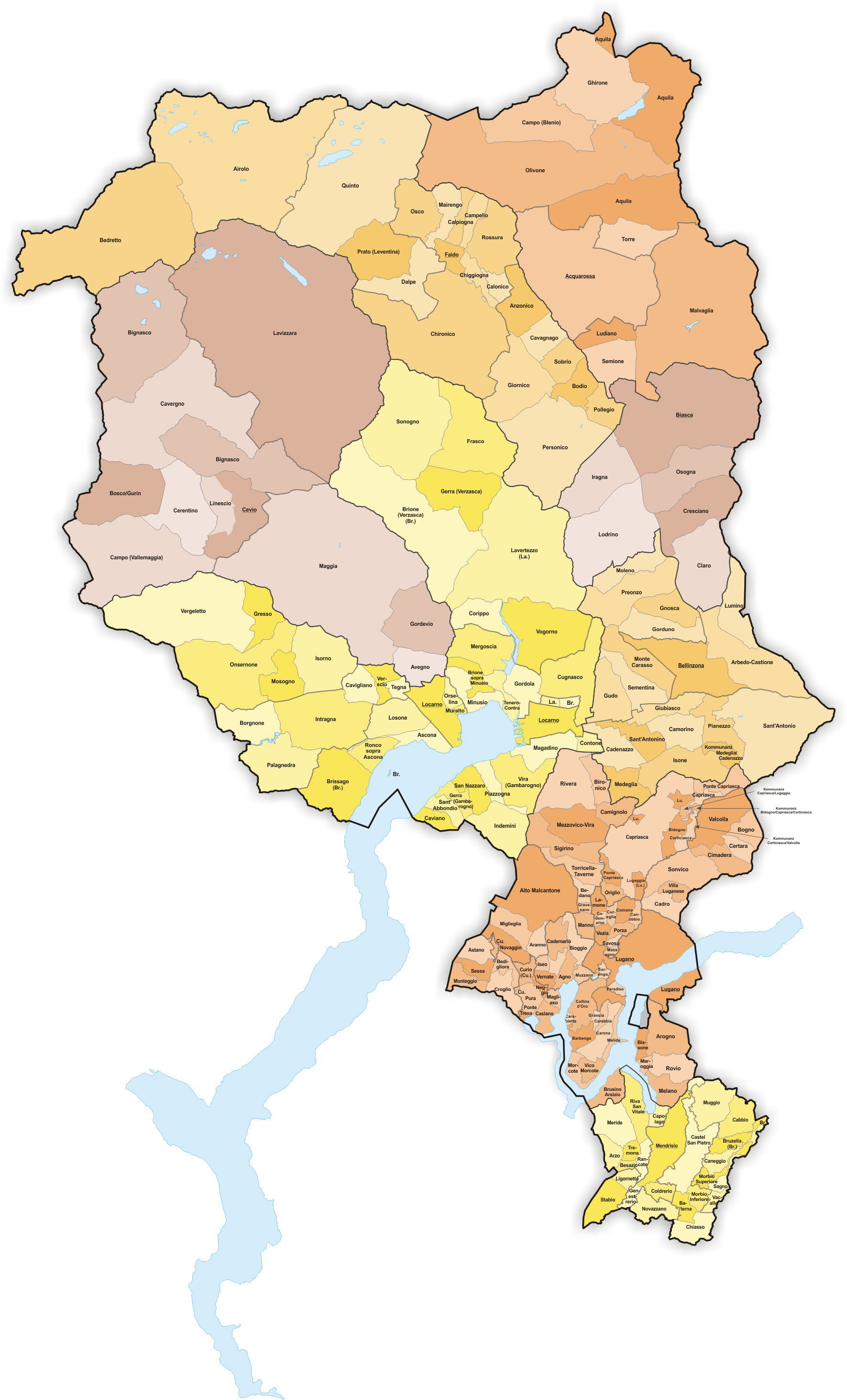
Comuni fino a gennaio 2006
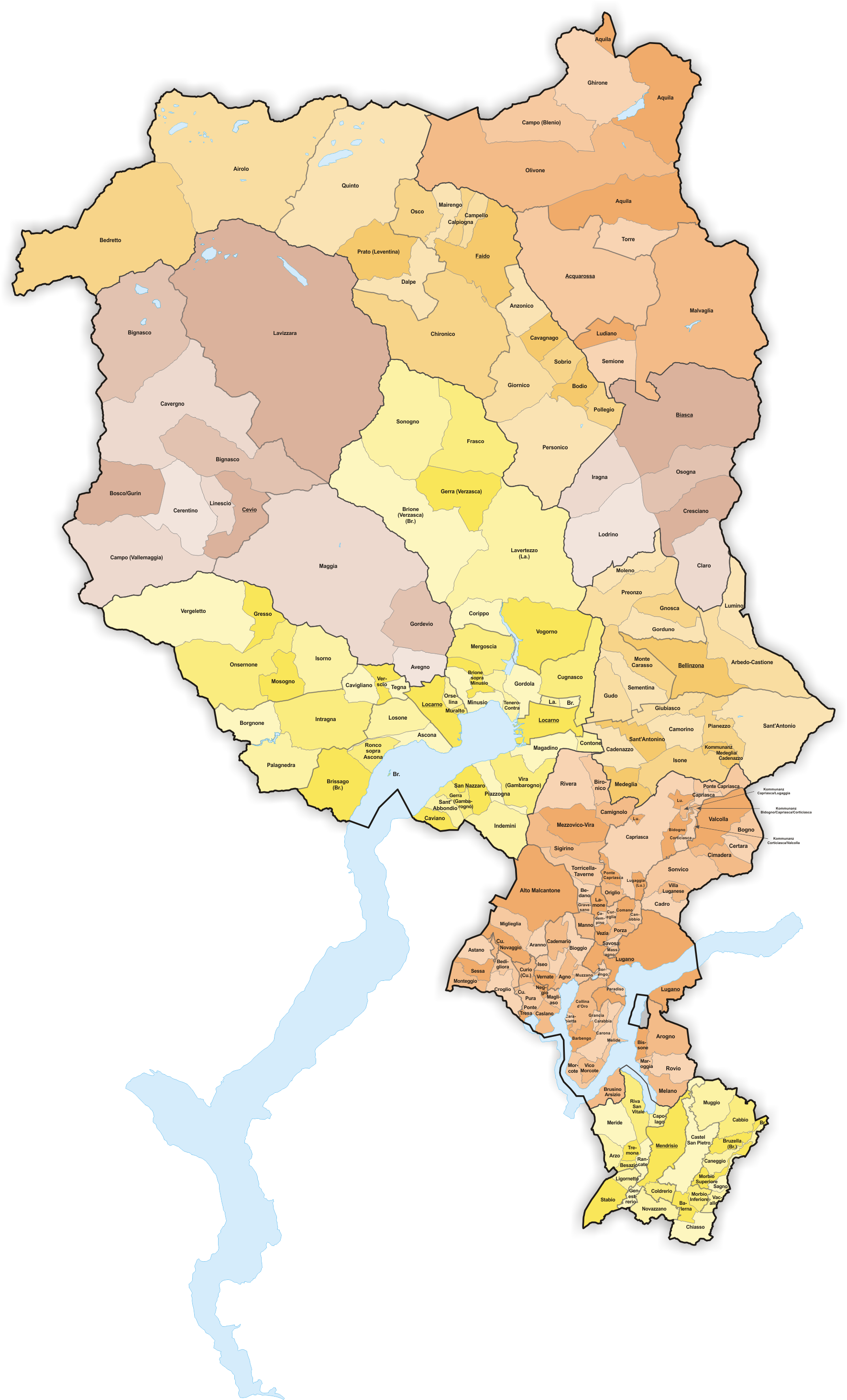
Comuni fino a ottobre 2006
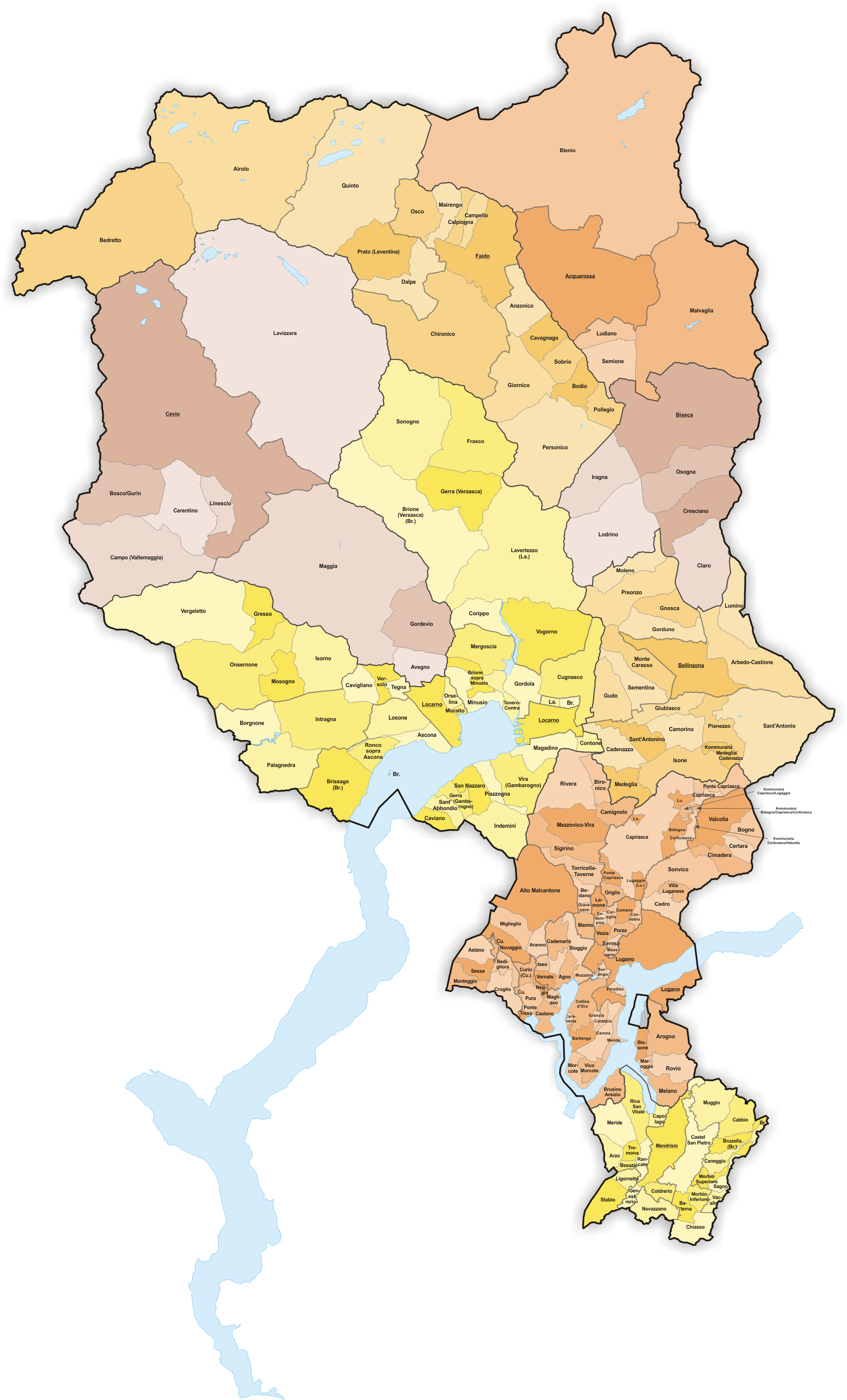
Comuni fino al 2008
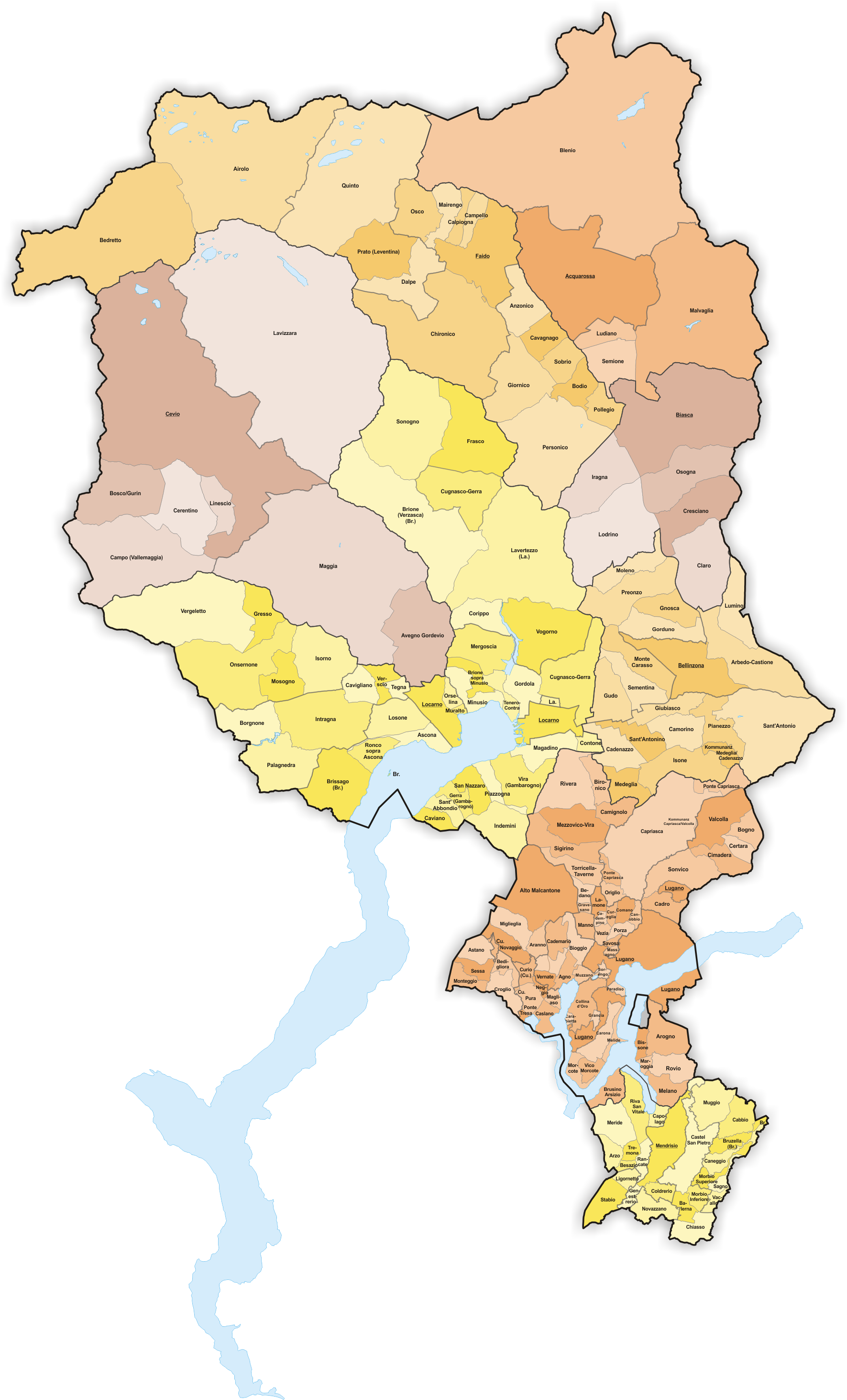
Comuni fino ad aprile 2009
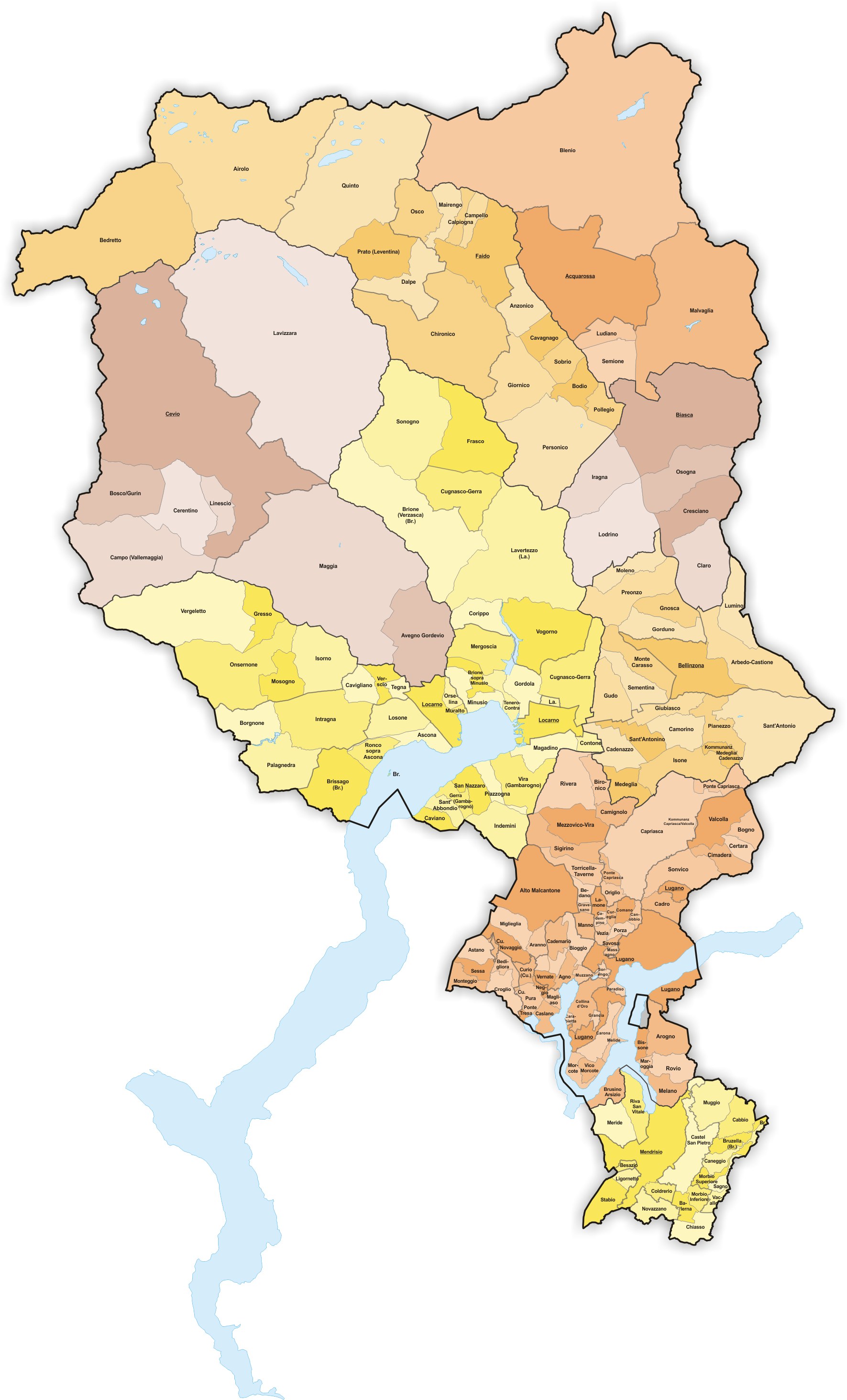
Comuni fino a ottobre 2009
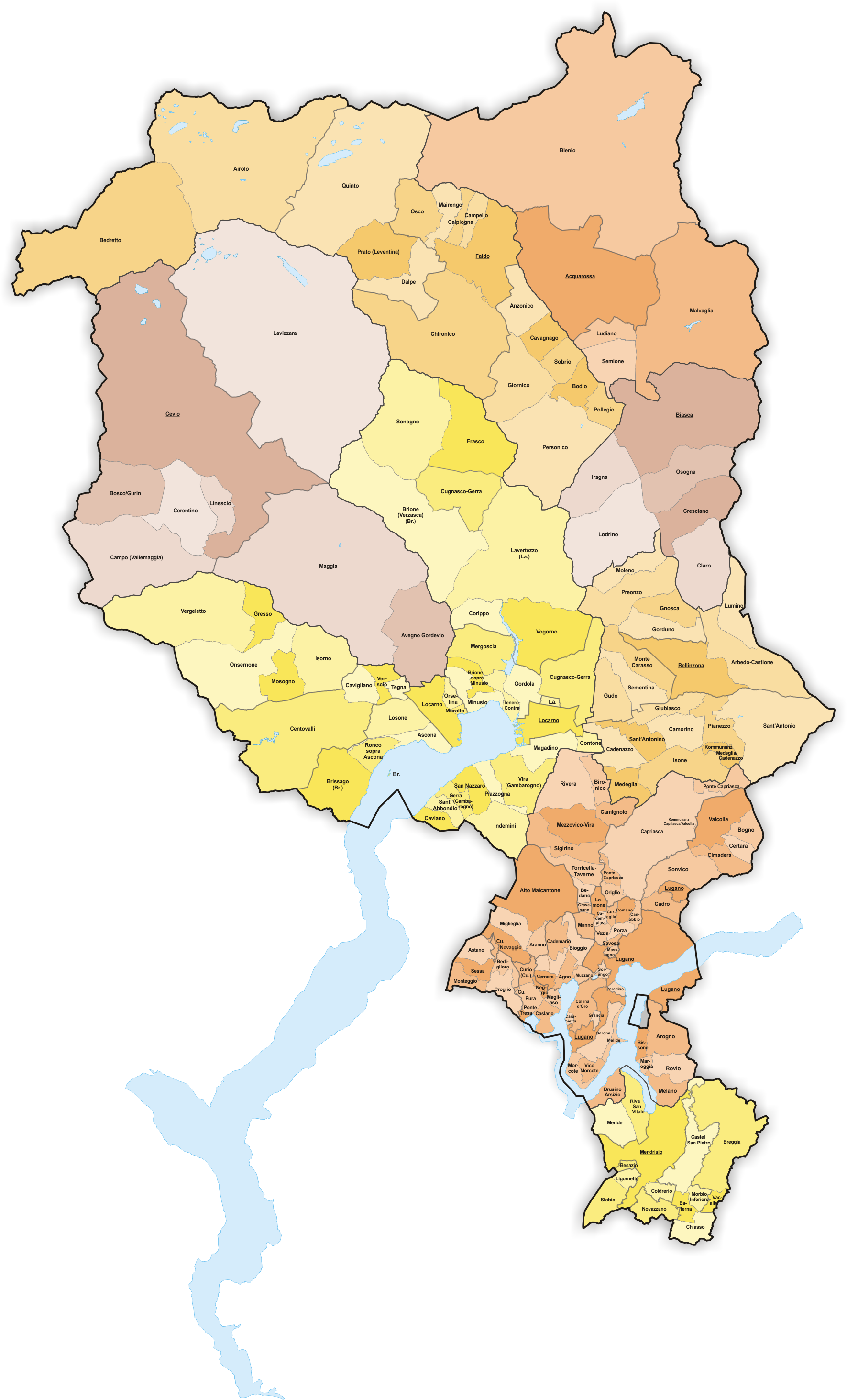
Comuni fino ad aprile 2010
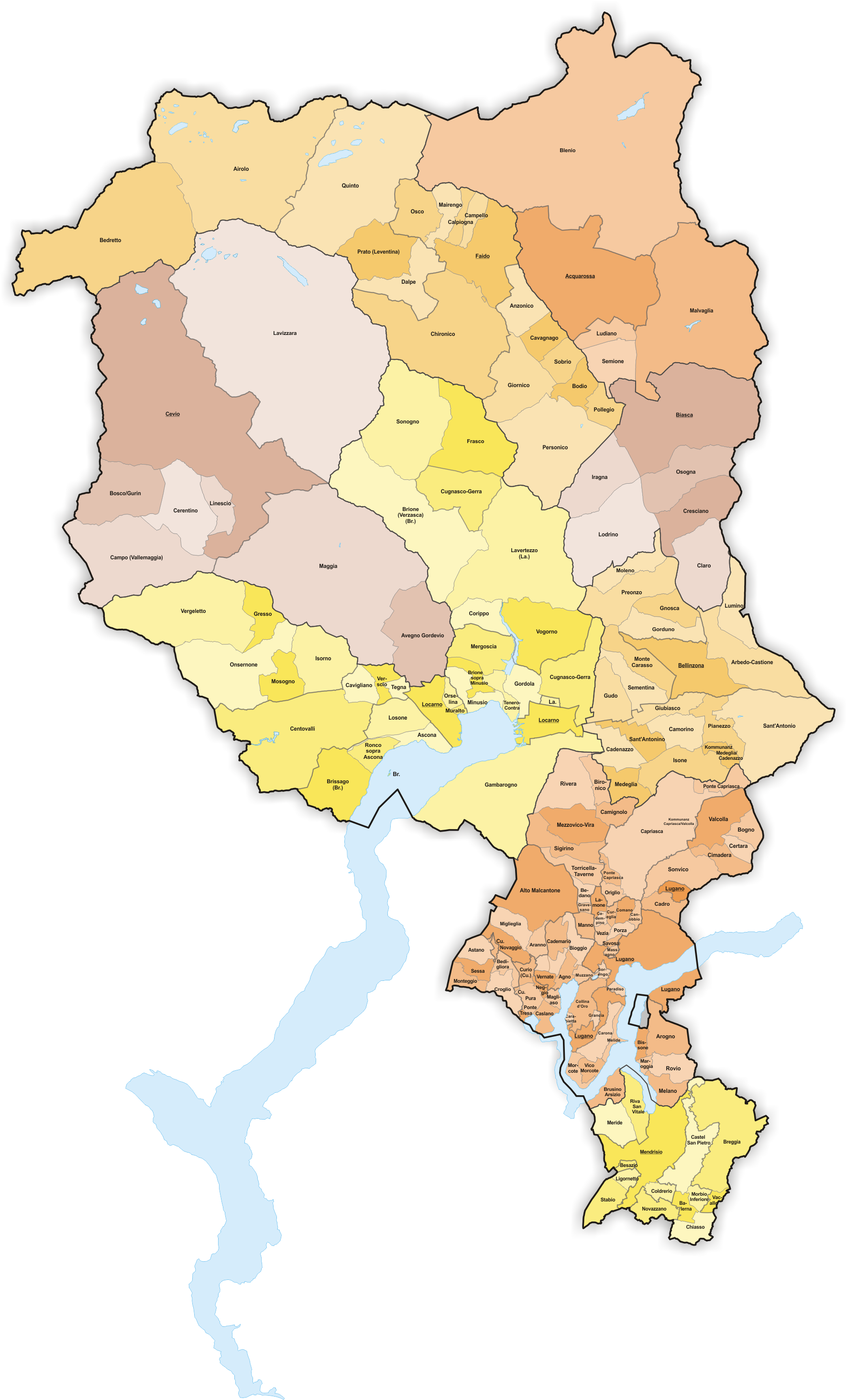
Comuni fino a novembre 2010
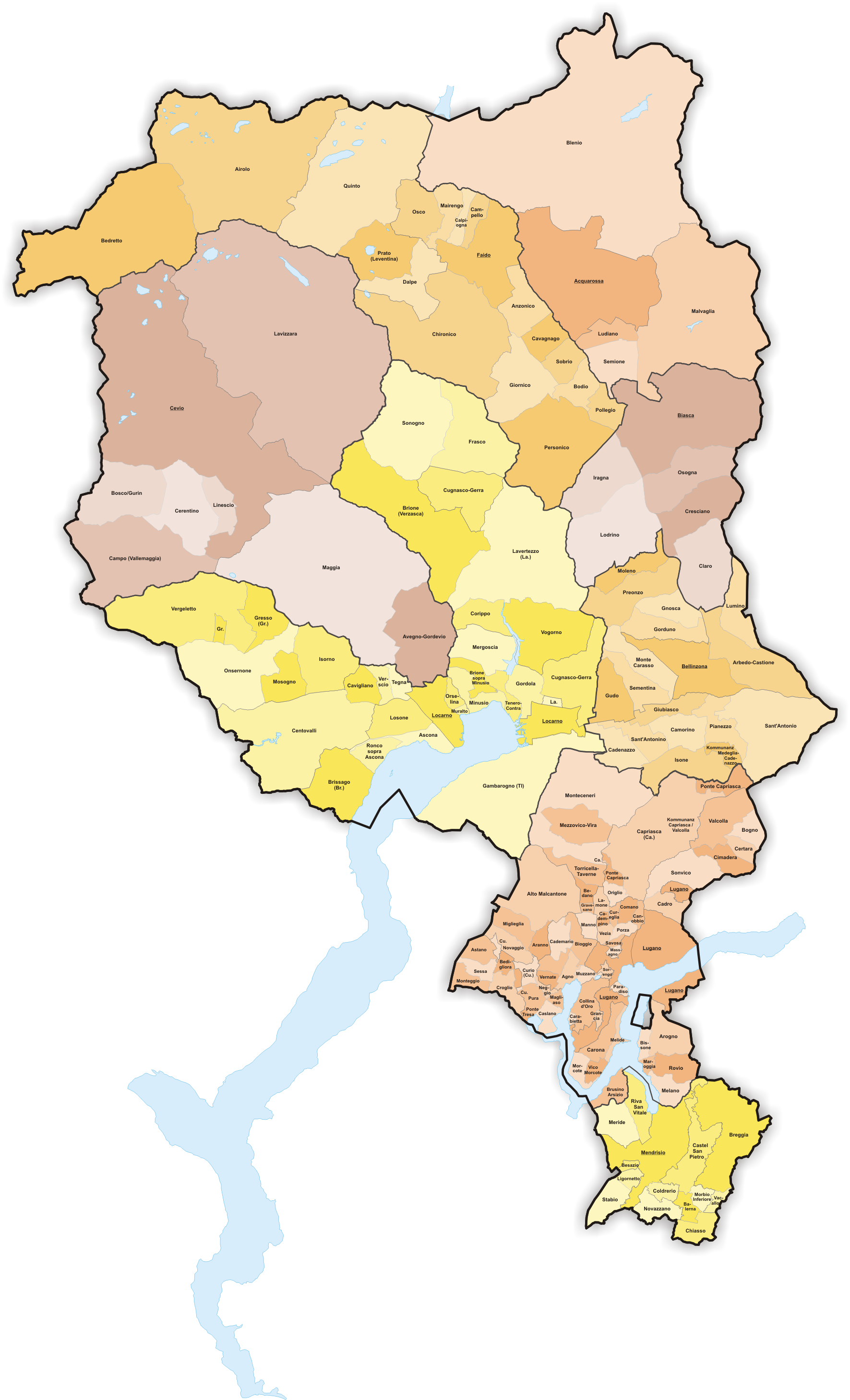
Comuni fino ad aprile 2012
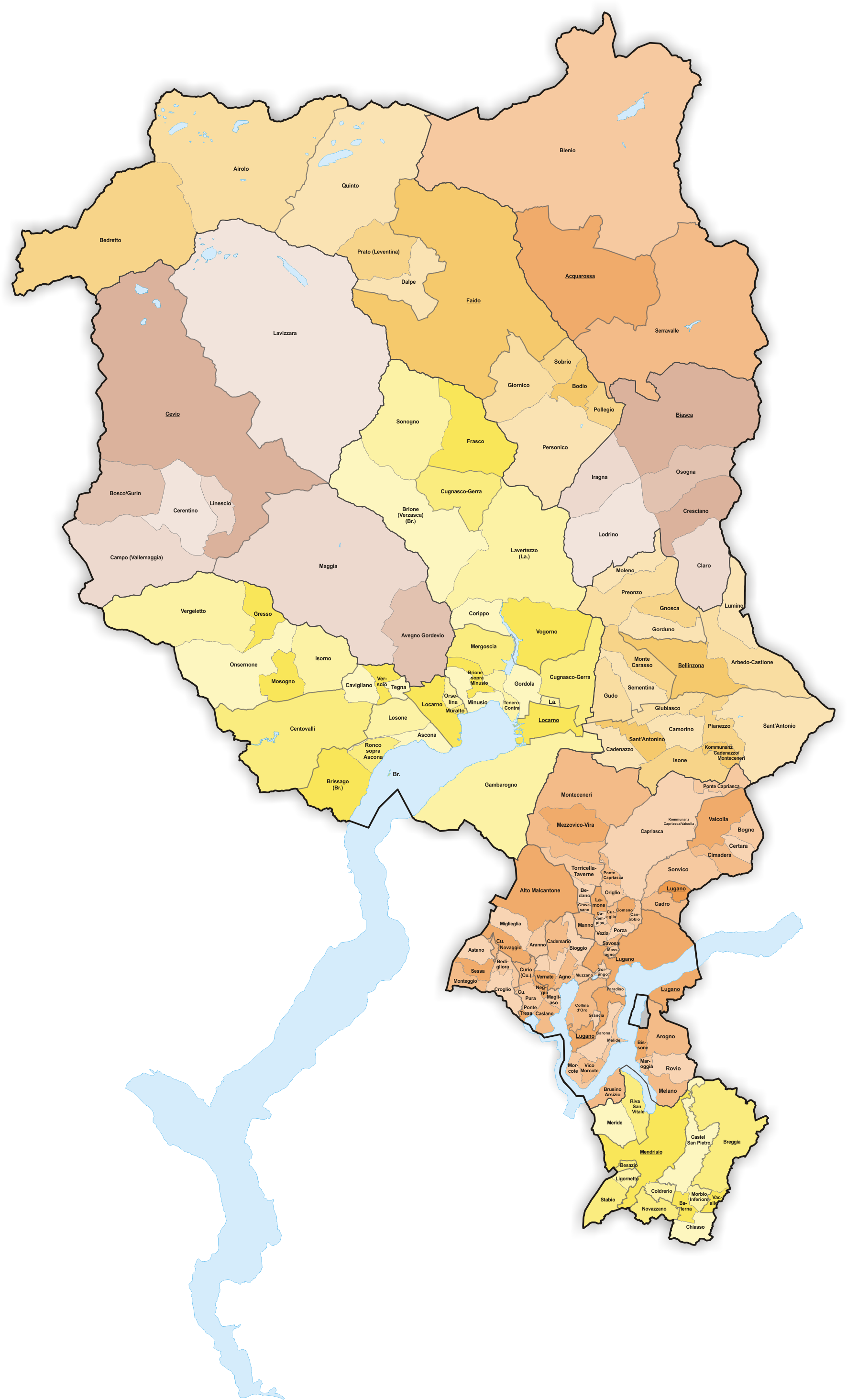
Comuni fino ad aprile 2013
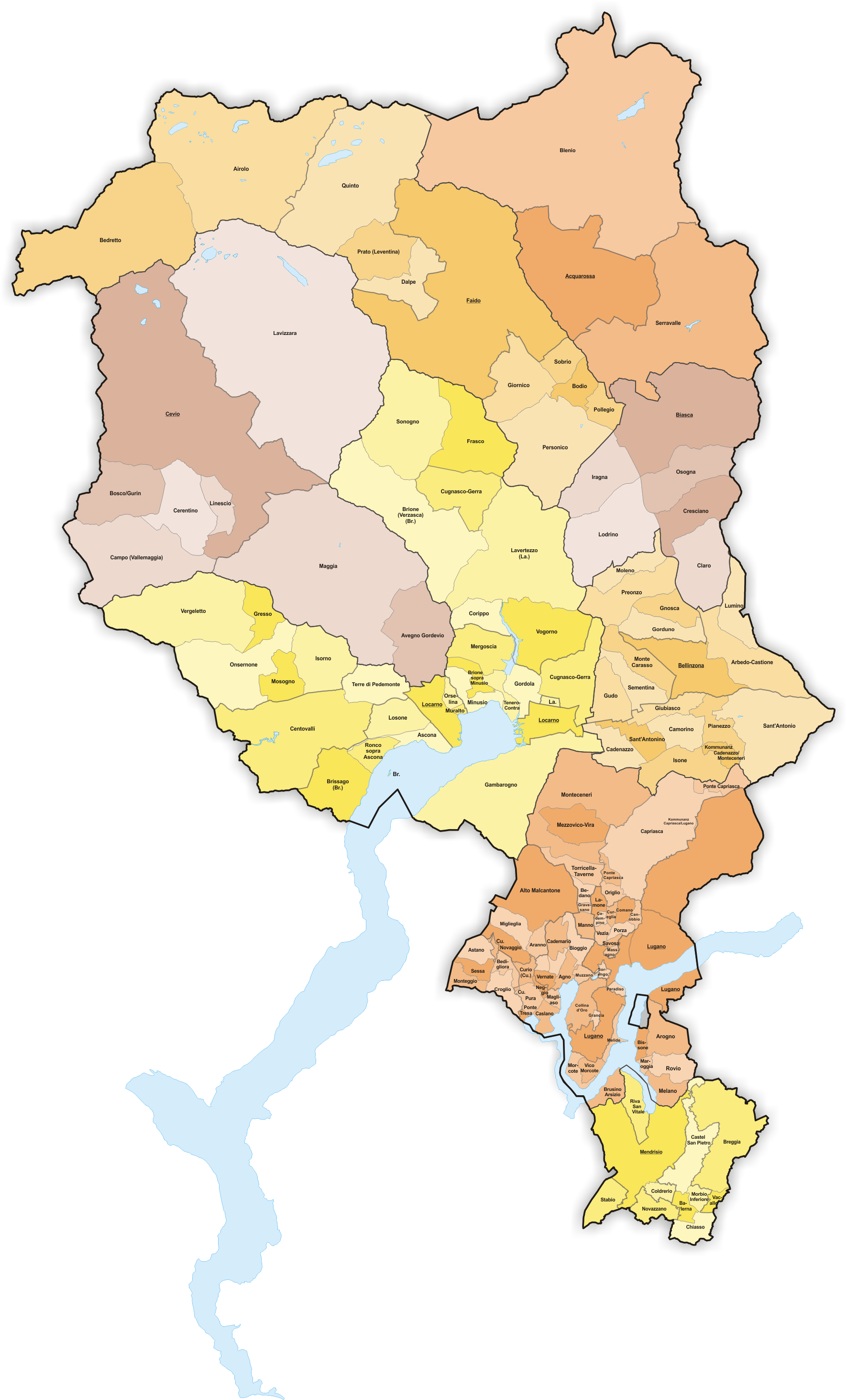
Comuni fino ad aprile 2016
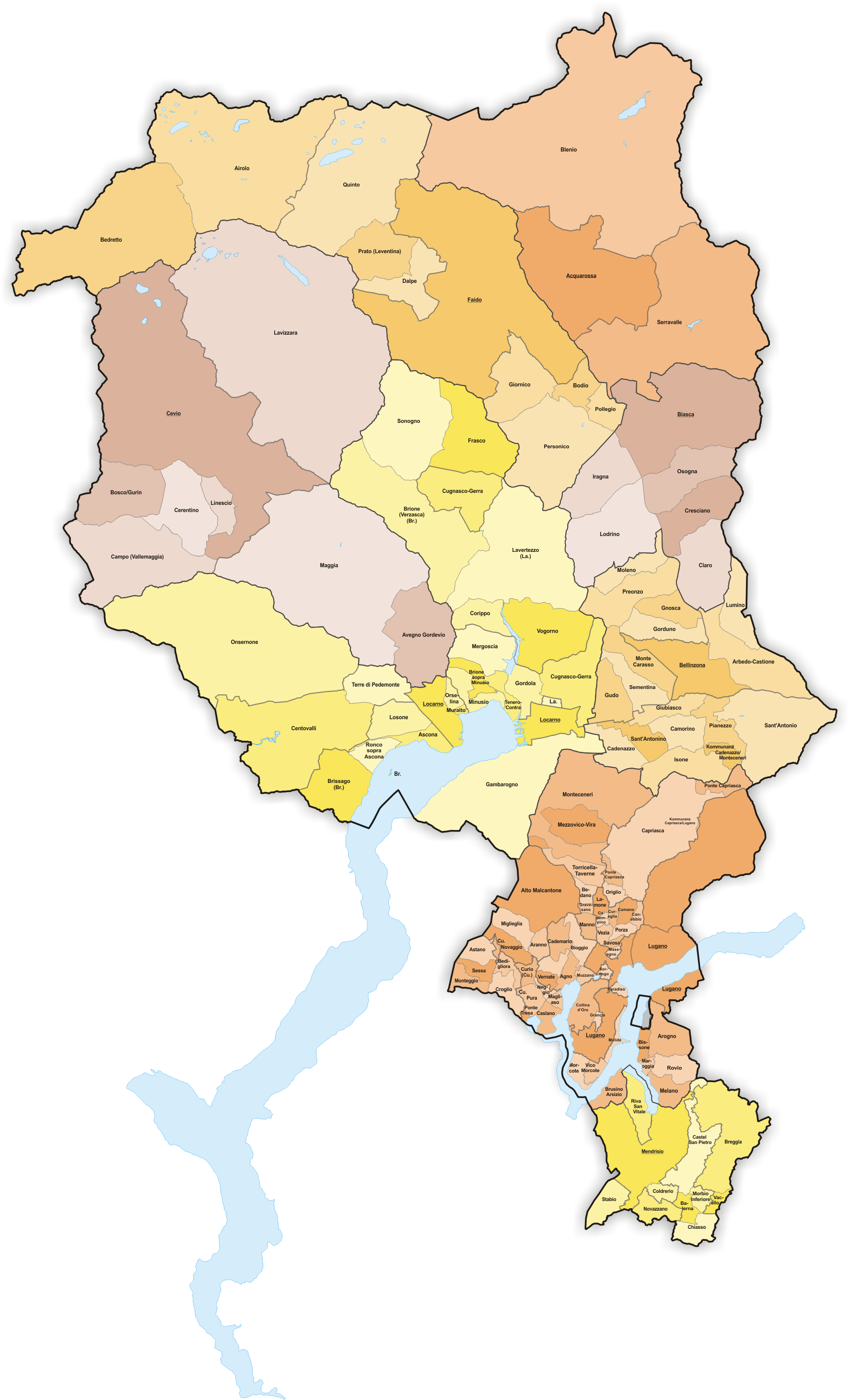
Comuni fino ad aprile 2017
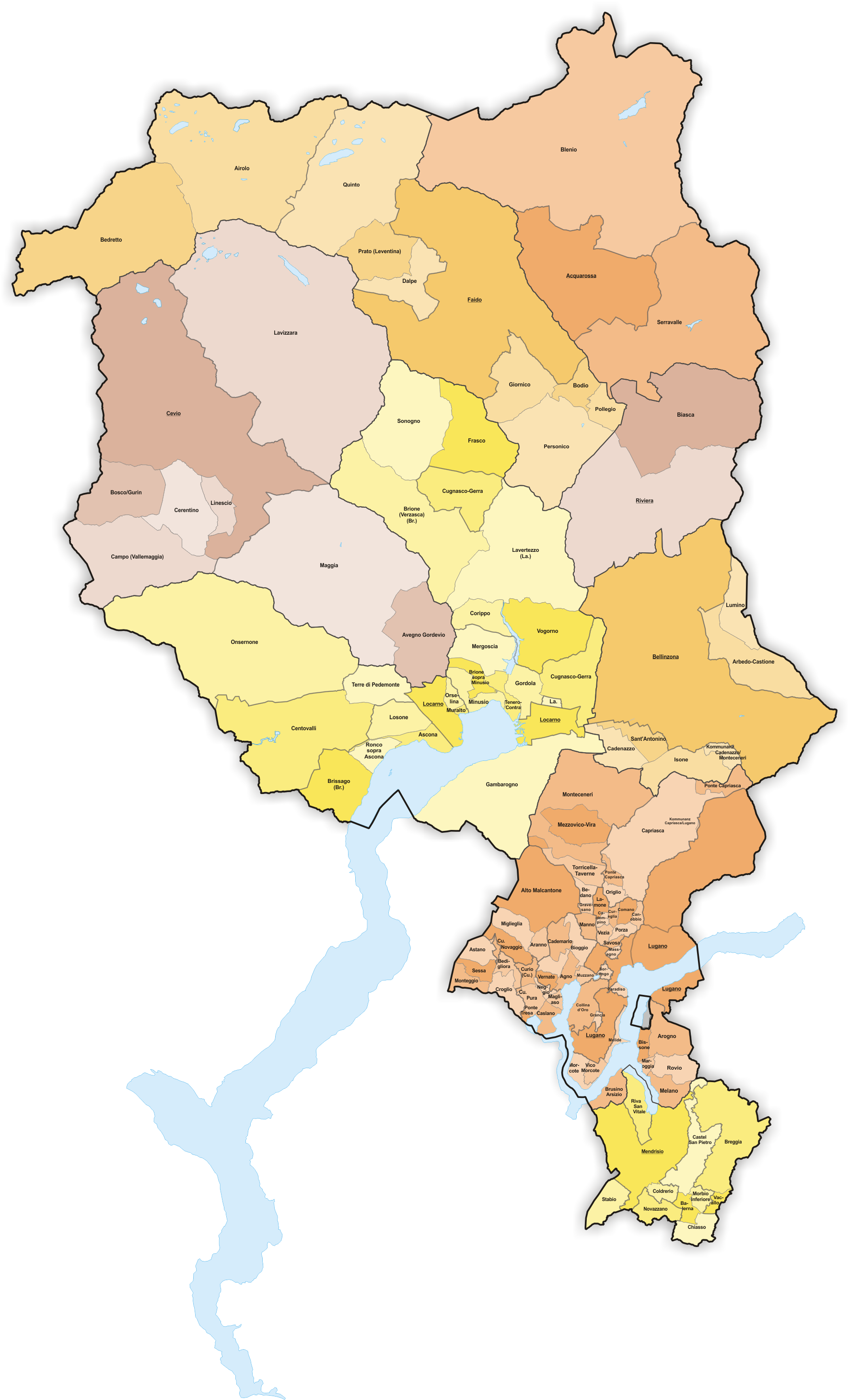
Comuni fino a ottobre 2020
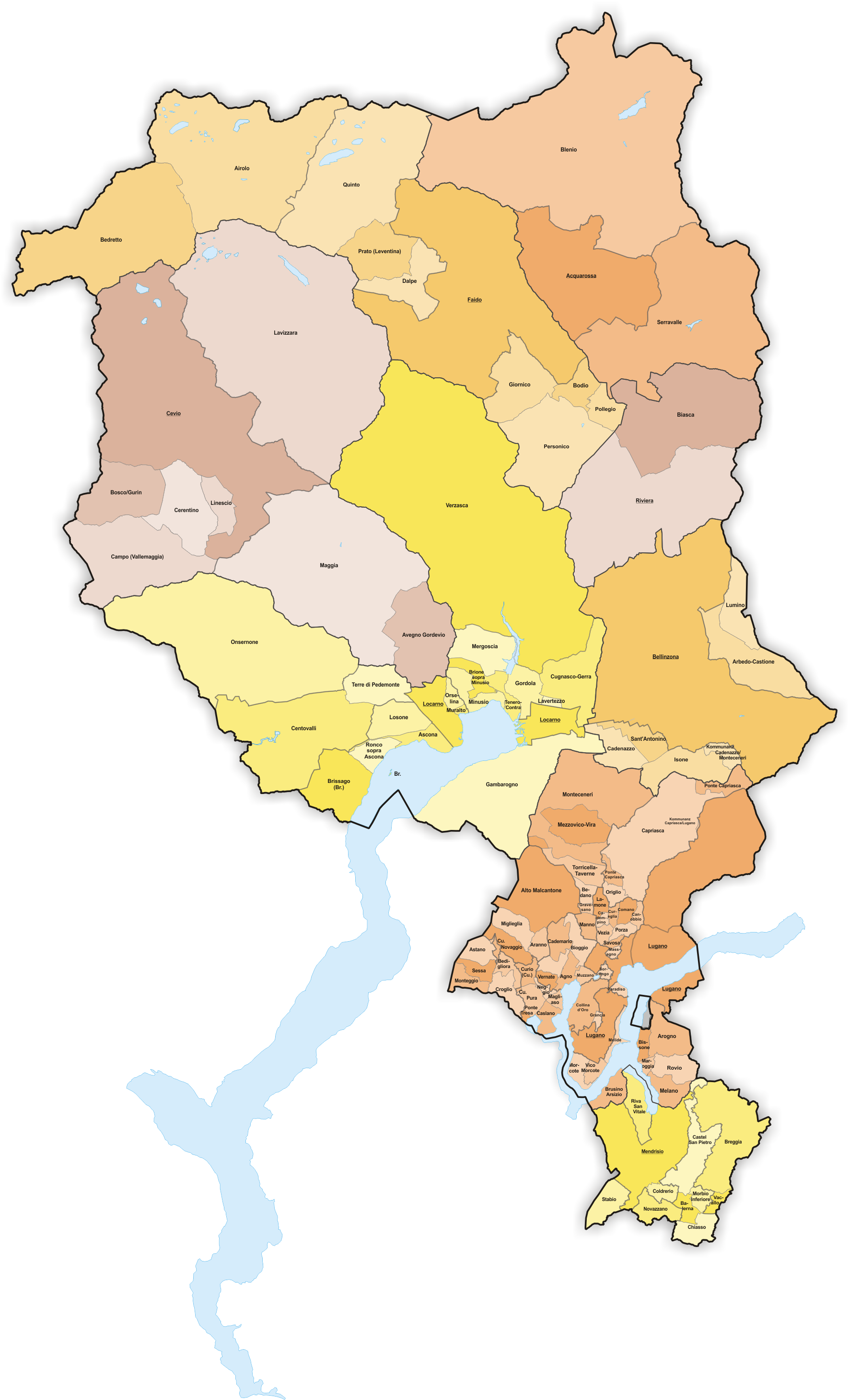
Comuni fino ad aprile 2021
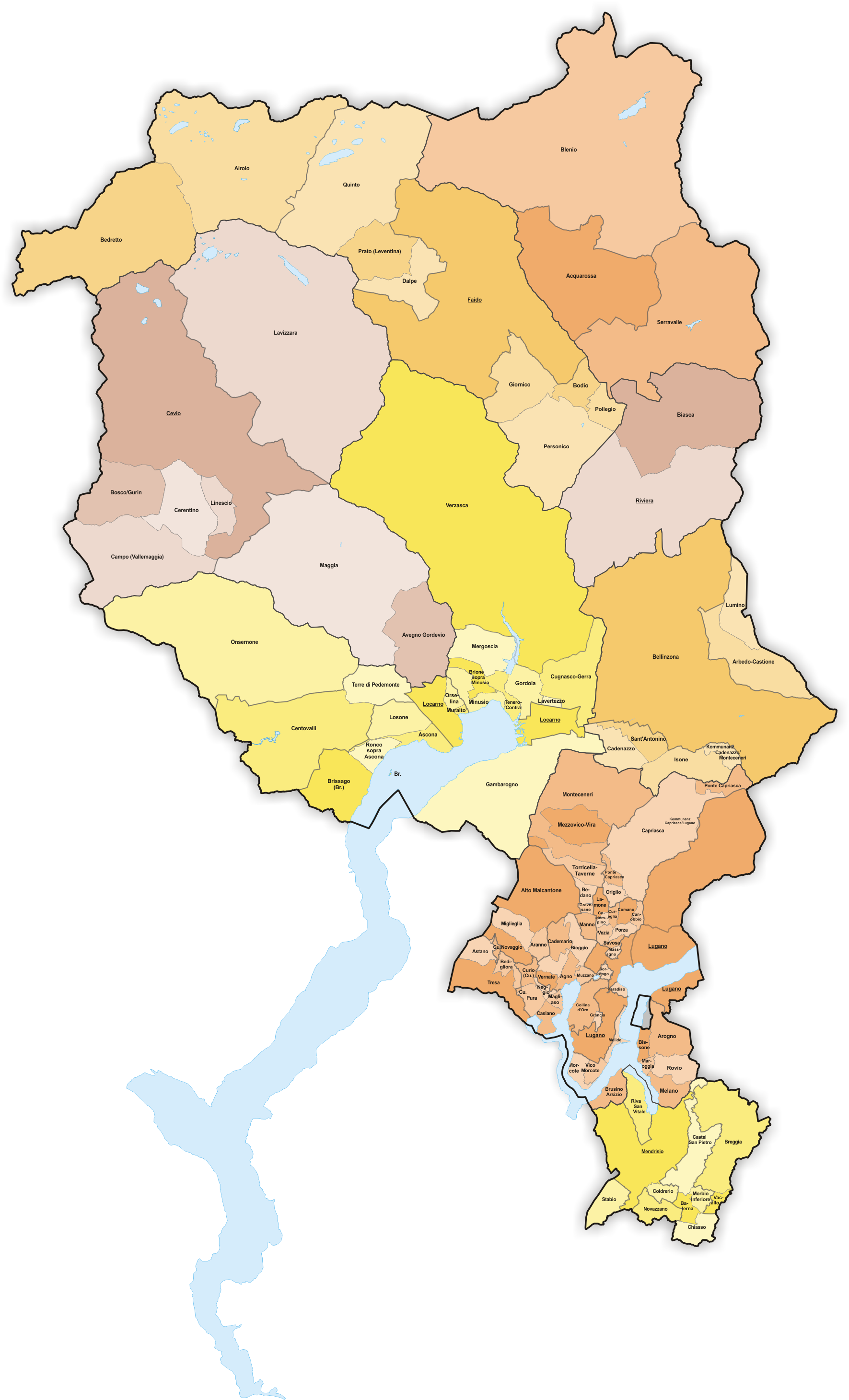
Comuni fino ad aprile 2022

## Fusioni di comuni

### Fusioni realizzate
| Nuovo comune       | Comuni coinvolti nella fusione | Data di istituzione |
| ------------------ | --- | ------------------- |
| Arbedo-Castione    | Arbedo e Castione | 1820                |
| Prato-Sornico      | Prato e Sornico | 1864                |
| Giubiasco          | Giubiasco e Vallemorobbia in Piano                                                                                                 | 1867                |
| Pambio Noranco     | Pambio e Noranco | 1904                |
| Bellinzona         | Bellinzona, Carasso, Daro e Ravecchia                                                                                              | 1907                |
| Torre              | Grumo e Torre | 1928                |
| Locarno            | Locarno e Solduno | 1928                |
| San Nazzaro        | Casenzano e Vairano | 1930                |
| Valcolla           | Colla, Insone, Piandera, Scareglia e Signôra                                                                                       | 1956                |
| Lugano             | Brè-Aldesago, Castagnola e Lugano                                                                                                  | 23 aprile 1972      |
| Intragna           | Intragna e Rasa | 23 aprile 1972      |
| Tesserete          | Campestro e Tesserete | 4 aprile 1976       |
| Croglio            | Biogno-Beride e Croglio-Castelrotto                                                                                                | 4 aprile 1976       |
| Chiasso            | Chiasso e Pedrinate | 4 aprile 1976       |
| Onsernone          | Comologno, Crana e Russo | 1º gennaio 1995     |
| Isorno             | Auressio, Berzona e Loco | 15 aprile 2001      |
| Capriasca (1)      | Cagiallo, Lopagno, Roveredo, Sala Capriasca, Tesserete e Vaglio                                                                    | 15 ottobre 2001     |
| Acquarossa         | Castro, Corzoneso, Dongio, Largario, Leontica, Lottigna, Marolta, Ponto Valentino e Prugiasco                                      | 4 aprile 2004       |
| Bioggio            | Bioggio, Bosco Luganese e Cimo | 4 aprile 2004       |
| Castel San Pietro  | Campora (frazione di Caneggio), Casima, Castel San Pietro e Monte                                                                  | 4 aprile 2004       |
| Collina d'Oro (1)  | Agra, Gentilino e Montagnola | 4 aprile 2004       |
| Lavizzara          | Broglio, Brontallo, Fusio, Menzonio, Peccia e Prato-Sornico                                                                        | 4 aprile 2004       |
| Lugano (1)         | Breganzona, Cureggia, Davesco-Soragno, Gandria, Lugano, Pambio Noranco, Pazzallo, Pregassona e Viganello                           | 4 aprile 2004       |
| Maggia             | Aurigeno, Coglio, Giumaglio, Lodano, Maggia, Moghegno e Someo                                                                      | 4 aprile 2004       |
| Mendrisio (1)      | Mendrisio e Salorino | 4 aprile 2004       |
| Alto Malcantone    | Arosio, Breno, Fescoggia, Mugena e Vezio                                                                                           | 13 marzo 2005       |
| Cadenazzo          | Cadenazzo e Robasacco | 13 marzo 2005       |
| Faido              | Calonico, Chiggiogna, Faido e Rossura                                                                                              | 29 gennaio 2006     |
| Blenio             | Aquila, Campo Blenio, Ghirone, Olivone e Torre                                                                                     | 22 ottobre 2006     |
| Cevio              | Bignasco, Cavergno e Cevio | 22 ottobre 2006     |
| Avegno Gordevio    | Avegno e Gordevio | 20 aprile 2008      |
| Bioggio            | Bioggio e Iseo | 20 aprile 2008      |
| Capriasca (2)      | Bidogno, Capriasca, Corticiasca e Lugaggia                                                                                         | 20 aprile 2008      |
| Cugnasco-Gerra     | Cugnasco e Gerra Verzasca | 20 aprile 2008      |
| Lugano (2)         | Barbengo, Carabbia, Lugano e Villa Luganese                                                                                        | 20 aprile 2008      |
| Mendrisio (2)      | Arzo, Capolago, Genestrerio, Mendrisio, Rancate e Tremona                                                                          | 5 aprile 2009       |
| Breggia            | Bruzella, Cabbio, Caneggio, Morbio Superiore, Muggio e Sagno                                                                       | 25 ottobre 2009     |
| Centovalli         | Borgnone, Intragna e Palagnedra | 25 ottobre 2009     |
| Gambarogno         | Caviano, Contone, Gerra Gambarogno, Indemini, Magadino, Piazzogna, San Nazzaro, Sant'Abbondio e Vira Gambarogno                    | 25 aprile 2010      |
| Monteceneri        | Bironico, Camignolo, Medeglia, Rivera e Sigirino                                                                                   | 21 novembre 2010    |
| Collina d'Oro (2)  | Carabietta e Collina d'Oro | 1º aprile 2012      |
| Faido              | Anzonico, Calpiogna, Campello, Cavagnago, Chironico, Faido, Mairengo e Osco                                                        | 1º aprile 2012      |
| Serravalle         | Ludiano, Malvaglia e Semione | 1º aprile 2012      |
| Lugano (3)         | Bogno, Cadro, Carona, Certara, Cimadera, Lugano, Sonvico e Valcolla                                                                | 14 aprile 2013      |
| Mendrisio (3)      | Besazio, Ligornetto, Mendrisio e Meride                                                                                            | 14 aprile 2013      |
| Terre di Pedemonte | Cavigliano, Tegna e Verscio | 14 aprile 2013      |
| Onsernone          | Onsernone, Gresso, Isorno, Mosogno e Vergeletto                                                                                    | 10 aprile 2016      |
| Faido              | Faido e Sobrio | 10 aprile 2016      |
| Bellinzona         | Bellinzona, Camorino, Claro, Giubiasco, Gnosca, Gorduno, Gudo, Moleno, Monte Carasso, Pianezzo, Preonzo, Sant’Antonio e Sementina  | 2 aprile 2017       |
| Riviera            | Cresciano, Iragna, Lodrino e Osogna                                                                                                | 2 aprile 2017       |
| Verzasca           | Brione Verzasca, Corippo, Cugnasco-Gerra (frazione Gerra Valle), Frasco, Lavertezzo (frazione Lavertezzo Valle), Sonogno e Vogorno | 18 ottobre 2020     |
| Tresa              | Croglio, Monteggio, Ponte Tresa e Sessa                                                                                            | 18 aprile 2021      |
| Val Mara           | Maroggia, Melano e Rovio | 10 aprile 2022      |
| Lema               | Astano, Bedigliora, Curio, Miglieglia e Novaggio                                                                                   | 6 aprile 2025       |
| Quinto             | Prato Leventina e Quinto | 6 aprile 2025       |
| Giornico           | Bodio e Giornico | 6 aprile 2025       |

### Fusioni in corso o in progetto
| Nome progetto                 | Comuni coinvolti                                      | Stato avanzamento     | Note  |
| ----------------------------- | ----------------------------------------------------- | --------------------- | ----- |
| Cevio-Rovana                  | Cevio, Bosco Gurin, Campo, Cerentino e Linescio       | Commissione di studio | [ 7 ] |
| Aranno-Bioggio-Neggio-Vernate | Aranno, Bioggio, Neggio e Vernate                     | Commissione di studio | [ 7 ] |
| Basso Mendrisiotto            | Balerna, Breggia, Chiasso, Morbio Inferiore e Vacallo | Commissione di studio | [ 7 ] |

### Fusioni abbandonate
| Nome progetto                            | Comuni coinvolti | Data             | Note |
| ---------------------------------------- | --- | ---------------- | --- |
| Pedemonte                                | Cavigliano, Tegna e Verscio | 22 novembre 2002 | Rifiutato da Tegna. Progetto poi riesumato e approvato nel 2011. |
| Cugnasco - Gerre                         | Cugnasco, Gerra Verzasca e Gerre di sotto (quartiere di Locarno)                                                                  | 8 febbraio 2004  | Progetto approvato dalla popolazione del comprensorio, ma rifiutato dalla maggioranza del comune di Locarno. Cugnasco e Gerra Verzasca si sono in seguito fusi nel comune di Cugnasco-Gerra. |
| Verzasca e Piano                         | Brione Verzasca, Corippo, Gerra Verzasca (frazione di Gerra Valle), Frasco, Gordola, Lavertezzo, Sonogno, Tenero-Contra e Vogorno | 8 febbraio 2004  | Rifiutato da 5 comuni su 9. I comuni di valle si sono fusi nel 2020. |
| Medio Malcantone                         | Astano, Bedigliora, Curio, Miglieglia e Novaggio                                                                                  | 8 febbraio 2004  | Rifiutato da 3 comuni su 5. |
| Faido (Media Leventina)                  | Anzonico, Calonico, Calpiogna, Campello, Cavagnago, Chiggiogna, Faido, Mairengo, Osco, Rossura e Sobrio                           | 14 marzo 2004    | Progetto bocciato da 7 comuni su 11, ma approvato dal 57% della popolazione del comprensorio di studio. In seguito Faido, Calonico, Chiggiogna e Rossura si sono fusi nel comune di Faido. Nel 2011 tutti i comuni della Media Leventina hanno accettato la fusione in un unico comune, riesumando il progetto del 2004. |
| Chiasso                                  | Chiasso, Morbio Inferiore e Vacallo                                                                                               | 25 novembre 2007 | Progetto bocciato da Morbio e Vacallo. |
| Monteceneri 1                            | Bironico, Camignolo, Isone, Medeglia, Mezzovico-Vira, Rivera e Sigirino                                                           | 25 novembre 2007 | Progetto bocciato da Isone e Mezzovico. Gli altri comuni hanno poi realizzato la fusione nel nuovo comune di Monteceneri nel 2010. |
| Stabio - Ligornetto                      | Ligornetto e Stabio | 6 aprile 2008    | Progetto bocciato da Stabio. |
| Giubiasco - Pianezzo                     | Giubiasco e Pianezzo | 21 dicembre 2010 | Progetto bocciato da Pianezzo. |
| Alto Malcantone - Manno                  | Alto Malcantone e Manno | 12 luglio 2011   | Progetto bocciato da Manno. |
| Biasca                                   | Biasca, Iragna e Pollegio | 12 luglio 2011   | Progetto bocciato da Iragna e Pollegio. |
| Locarnese - Sponda sinistra della Maggia | Locarno, Muralto, Minusio, Orselina, Brione sopra Minusio, Mergoscia e Tenero-Contra                                              | 6 dicembre 2011  | Progetto approvato esclusivamente da Locarno e Mergoscia. |
| Locarnese - Sponda destra della Maggia   | Ascona, Brissago, Losone e Ronco sopra Ascona                                                                                     | 21 marzo 2012    | Progetto approvato esclusivamente da Losone. |
| Bassa Leventina                          | Bodio, Giornico e Sobrio | 19 dicembre 2012 | Progetto stralciato dal Consiglio di Stato. |
| Ponte Origlio                            | Origlio e Ponte Capriasca | 17 novembre 2013 | Fusione rifiutata da entrambi i comuni. |
| Collina d'Oro-Muzzano                    | Collina d'Oro e Muzzano | 9 novembre 2020  | Fusione rifiutata da entrambi i comuni. |
| Bedano-Gravesano                         | Bedano e Gravesano | 2021             | Fusione respinta da Gravesano. |
| Bassa Leventina                          | Bodio, Giornico, Personico e Pollegio                                                                                             | 2021             | Fusione respinta da Personico e Pollegio. |
| Morcote-Vico                             | Morcote e Vico Morcote | 2025             | Procedura chiusa. |
| Lavertezzo-Locarno                       | Lavertezzo e Locarno | 2025             | Procedura chiusa. |

## Separazioni di comuni
| Nuovo comune           | Separato da     | Data entrata in vigore | Note |
| ---------------------- | --------------- | ---------------------- | --- |
| Carabietta             | Barbengo        | 1820                   | |
| Corippo                | Vogorno         | 1822                   | |
| Grancia                | Carabbia        | 1825                   | |
| Pianezzo               | Vallemorobbia   | 1831                   | Il comune di Vallemorobbia fu a sciolto e diviso nei tre comuni distinti. |
| Sant'Antonio           | Vallemorobbia   | 1831                   | Dal 2017 aggregato a Bellinzona. |
| Vallemorobbia in Piano | Vallemorobbia   | 1831                   | Il comune di Vallemorobbia in Piano si unì nel 1867 con il comune di Giubiasco, nel 2017 a sua volta aggregato a Bellinzona. |
| Ghirone                | Aquila          | 1836                   | La costituzione del comune di Ghirone è il risultato di una separazione e di una fusione: la frazione di Ghirone è stata separata da Aquila e contemporaneamente fusa all'allora comune di Buttino. |
| Borgnone               | Centovalli      | 1840                   | |
| Palagnedra             | Centovalli      | 1840                   | |
| Frasco                 | Frasco-Sonogno  | 1843                   | |
| Sonogno                | Frasco-Sonogno  | 1843                   | |
| Magadino               | Vira Gambarogno | 1843                   | |
| Gerra Verzasca         | Brione-Gerra    | 1852                   | |
| Brione Verzasca        | Brione-Gerra    | 1852                   | |
| Campello               | Calpiogna       | 1852                   | |
| Linescio               | Cevio           | 1858                   | |
| Rasa                   | Palagnedra      | 1864                   | |
| Cimadera               | Sonvico         | 1878                   | |
| Muralto                | Orselina        | 1881                   | |
| Gresso                 | Vergeletto      | 1882                   | |
| Breganzona e Bioggio   | Biogno          | 1882                   | Nel 1925 il comune di Biogno (1920: 200 abitanti) fu soppresso e il suo territorio diviso tra i comuni di Bioggio e Breganzona. Biogno villaggio (1910: 131 abitanti) e il paesino di Lucino (1910: 21 abitanti) sono stati attribuiti a Breganzona, mentre il nucleo abitato di Molino (1910: 57 abitanti) è stato attribuito al comune di Bioggio. |